# Điện ảnh năm 2016
Điện ảnh 2016 tổng quan về các sự kiện điện ảnh, bao gồm các phim điện ảnh đạt doanh thu cao nhất, các lễ trao giải, liên hoan phim cùng danh sách các phim điện ảnh được ra mắt trong năm.

## Phim có doanh thu cao nhất
Top 10 phim điện ảnh được ra mắt trong năm 2016 xếp hạng theo doanh thu trên toàn thế giới:
| Hạng | Tựa đề                                      | Hãng phát hành   | Doanh thu toàn cầu |
| ---- | ------------------------------------------- | ---------------- | ------------------ |
| 1    | Captain America: Nội chiến siêu anh hùng    | Disney           | 1.153.304.495 USD  |
| 2    | Rogue One: Star Wars ngoại truyện           | Disney           | 1.056.057.273 USD  |
| 3    | Đi tìm Dory                                 | Disney           | 1.028.058.865 USD  |
| 4    | Phi vụ động trời                            | Disney           | 1.023.784.195 USD  |
| 5    | Cậu bé rừng xanh                            | Disney           | 966.550.600 USD    |
| 5    | Đẳng cấp thú cưng                           | Universal        | 875.457.937 USD    |
| 7    | Batman đại chiến Superman: Ánh sáng công lý | Warner Bros.     | 873.260.194 USD    |
| 8    | Sinh vật huyền bí và nơi tìm ra chúng       | Warner Bros.     | 814.037.575 USD    |
| 9    | Deadpool                                    | 20th Century Fox | 783.112.979 USD    |
| 10   | Biệt đội cảm tử                             | Warner Bros.     | 746.846.894 USD    |

Captain America: Nội chiến siêu anh hùng, Rogue One: Star Wars ngoại truyện, Đi tìm Dory và Phi vụ động trời, có tổng doanh thu vượt mức 1 tỉ USD, lần lượt trở thành phim điện ảnh thứ 25, 28, 27, và 26 đạt cột mốc một tỉ USD và đồng thời lần lượt là phim điện ảnh thứ 12, 21, 23, 26 trong danh sách những phim điện ảnh có doanh thu cao nhất mọi thời đại; Phi vụ động trời và Đi tìm Dory đồng thời cũng là phim hoạt hình thứ tư và thứ năm đạt cột mốc này, sau Câu chuyện đồ chơi 3 (2010), Nữ hoàng băng giá (2013), và Minions (2015). Đi tìm Dory trở thành phim điện ảnh thứ hai của hãng Pixar (sau Câu chuyện đồ chơi 3) có doanh thu đạt cột mốc 1 tỉ USD, trong khi đó Phi vụ động trời cũng trở thành phim điện ảnh thứ hai của hãng Walt Disney Animation Studios (sau Nữ hoàng băng giá) và phim điện ảnh nguyên bản thứ hai (sau Avatar) đạt được danh hiệu này; cả hai phim đồng thời cũng lần lượt trở thành phim hoạt hình có doanh thu cao thứ tư và thứ năm mọi thời đại; điều này đánh dấu cột mốc lần đầu tiên trong một năm có hai phim hoạt hình đạt được doanh thu hơn 1 tỉ USD. Cậu bé rừng xanh đạt được tổng doanh thu hơn 966 triệu USD, trở thành phim điện ảnh có doanh thu cao thứ 31 mọi thời đại. Đẳng cấp thú cưng có tổng doanh thu đạt hơn 875 triệu USD, trở thành phim thứ 47 trong danh sách những phim điện ảnh có doanh thu cao nhất mọi thời đại, và là phim thứ 12 trong danh sách phim hoạt hình có doanh thu cao nhất mọi thời đại. Batman đại chiến Superman: Ánh sáng công lý đạt doanh thu 873 triệu USD, trở thành phim điện ảnh có doanh thu cao thứ 48 mọi thời đại. Nhờ những thành công kể trên, năm 2016 cũng trở thành năm đầu tiên có mười phim điện ảnh liên tiếp đạt doanh thu toàn cầu vượt mức 700 triệu USD, vượt qua kỷ lục điện ảnh năm 2014 với chín phim.
Captain America: Nội chiến siêu anh hùng, Phi vụ động trời, Kung Fu Panda 3, và Warcraft: Đại chiến hai thế giới có doanh thu vượt mức 1 tỉ Nhân dân tệ tại phòng vé Trung Quốc, lần lượt trở thành phim điện ảnh thứ 21, 19, 20, và 22 chạm tới cột mốc 1 tỉ Nhân dân tệ, và đồng thời lần lượt là phim điện ảnh thứ 15, 7, 22, và 8 trong danh sách phim có doanh thu cao nhất ở Trung Quốc. Captain America: Nội chiến siêu anh hùng trở thành phim chủ đề siêu anh hùng thứ hai (sau Avengers: Đế chế Ultron) và phim điện ảnh Mỹ thứ chín; Phi vụ động trời trở thành phim hoạt hình đầu tiên và phim điện ảnh Mỹ thứ bảy (doanh thu cao thứ ba sau Fast & Furious 7 và Transformers 4: Kỷ nguyên hủy diệt, với 1,53 tỉ Nhân dân tệ); Kung Fu Panda 3 trở thành phim hoạt hình thứ hai và phim điện ảnh Mỹ thứ tám; và Warcraft: Đại chiến hai thế giới trở thành phim chuyển thể từ video game đầu tiên, phim điện ảnh Mỹ thứ mười, và là phim điện ảnh đạt được cột mốc 1 tỉ Nhân dân tệ trong khoảng thời gian ngắn nhất (114 giờ).

### Kỉ lục phòng vé năm 2016

#### Kỉ lục hãng phim
- Walt Disney Studios trở thành hãng phim có doanh thu phòng vé nội địa đạt 1 tỉ USD nhanh nhất; với việc chạm tới cột mốc này vào ngày thứ 128 của năm 2016, hãng phim đã vượt mặt kỉ lục trước đó của Universal Studios khi hãng này đạt cột mốc vào ngày thứ 165 của năm 2015.[3] Kỉ lục đạt 1 tỉ USD trước đó của Disney là vào ngày thứ 174 của năm 2015. Walt Disney Studios cũng trở thành hãng phim đầu tiên có năm phim điện ảnh (Đi tìm Dory, Rogue One: Star Wars ngoại truyện, Captain America: Nội chiến siêu anh hùng, Cậu bé rừng xanh, và Phi vụ động trời) trong cùng một năm đạt doanh thu nội địa vượt mức 300 triệu USD, và cũng là hãng phim đầu tiên phát hành bốn phim điện ảnh trong cùng một nhượng quyền kinh doanh — Vũ trụ Điện ảnh Marvel — đạt doanh thu trên 1 tỉ USD, bao gồm Captain America: Nội chiến siêu anh hùng cùng với The Avengers (2012), Người Sắt 3 (2013), và Avengers: Đế chế Ultron (2015). Disney cũng đuổi kịp kỉ lục năm 2015 của Universal khi có nhiều phim điện ảnh trong cùng một năm đạt mốc 1 tỉ USD nhất, với ba phim Captain America: Nội chiến siêu anh hùng, Đi tìm Dory, và Phi vụ động trời. Walt Disney Studios cũng trở thành hãng phim đầu tiên kể từ năm 1989 có bốn phim điện ảnh đạt doanh thu cao nhất năm.[4] Với sự ra mắt của Rogue One: Star Wars ngoại truyện, Disney trở thành hãng phim đầu tiên trong lịch sử ngành điện ảnh có doanh thu đạt 7 tỉ USD ở phòng vé quốc tế, vượt qua kỉ lục trước đó của Universal với 6,9 tỉ USD năm 2015.[5] Đây cũng là hãng phim đầu tiên có doanh thu phòng vé nội địa Mỹ vượt mốc 3 tỉ USD.
- Vũ trụ Điện ảnh Marvel của Disney trở thành nhượng quyền kinh doanh điện ảnh đầu tiên có tổng doanh thu trên 10 tỉ USD với việc phát hành phim điện ảnh Captain America: Nội chiến siêu anh hùng.
- Loạt phim điện ảnh Harry Potter của hãng Warner Bros. — sau đó đã đổi tên thành Thế giới phù thủy của J. K. Rowling — trở thành nhượng quyền kinh doanh điện ảnh thứ hai vượt mốc 8 tỉ USD với việc phát hành Sinh vật huyền bí và nơi tìm ra chúng, phim điện ảnh tới hiện tại đã đạt doanh thu hơn 810 triệu USD toàn cầu.
- Loạt phim Star Wars của Disney trở thành nhượng quyền kinh doanh điện ảnh thứ tư vượt mốc 7 triệu USD với việc ra mắt Rogue One: Star Wars ngoại truyện, phim điện ảnh tới hiện tại đã đạt doanh thu hơn 1 tỉ USD toàn cầu.

#### Kỉ lục điện ảnh
- Deadpool trở thành phim điện ảnh mác R có doanh thu nội địa cao thứ nhì thời đại với 363,1 triệu USD, chỉ đứng sau The Passion of the Christ (370,8 triệu USD năm 2004). Phim sau đó đã trở thành phim điện ảnh mác R có doanh thu toàn cầu cao nhất mọi thời đại, với tổng doanh thu đạt 783,1 triệu USD.
- Phi vụ động trời trở thành phim hoạt hình nguyên bản có doanh thu cao nhất mọi thời đại (vượt mặt Đi tìm Nemo năm 2003). Cùng với Đi tìm Dory, Phi vụ động trời trở thành một trong hai phim hoạt hình đầu tiên trong lịch sử điện ảnh đạt doanh thu vượt mức 1 tỉ USD trong cùng một năm.
- Batman đại chiến Superman: Ánh sáng công lý trở thành phim có doanh thu toàn cầu trong tuần lễ ra mắt cao nhất đối với một phim anh hùng, với 422,5 triệu USD, vượt mặt The Avengers (392,5 triệu USD năm 2012).
- Mỹ nhân ngư trở thành phim điện ảnh có doanh thu cao nhất ở Trung Quốc và là phim điện ảnh đầu tiên không được công chiếu rộng rãi ở Bắc Mỹ cán mốc 500 triệu USD.[6]
- Warcraft: Đại chiến hai thế giới trở thành phim chuyển thể từ video game có doanh thu toàn cầu cao nhất với 433,5 triệu USD,[7] vượt mặt Hoàng tử Ba Tư: Dòng cát thời gian (với 336,4 triệu USD thu về trong năm 2010).
- Đi tìm Dory đạt doanh thu nội địa 135,1 triệu USD và 185,7 triệu USD toàn cầu trong dịp cuối tuần ra mắt, ghi kỉ lục cho phim có doanh thu nội địa trong dịp cuối tuần ra mắt cao nhất cho cả Pixar (vượt qua Câu chuyện đồ chơi 3, với 110,3 triệu USD năm 2010) và bất cứ phim điện ảnh hoạt hình nào (vượt Shrek the Third, với 121,6 triệu USD năm 2007), đồng thời cũng là phim có doanh thu toàn cầu trong dịp cuối tuần ra mắt cao nhất của Pixar (đánh bật Những mảnh ghép cảm xúc, với 180,1 triệu USD năm 2015), và là phim hoạt hình có doanh thu toàn cầu trong dịp cuối tuần ra mắt cao thứ nhì sau Kỷ băng hà 3: Khủng long thức giấc (218.4 triệu USD năm 2009). Đi tìm Dory sau đó cũng đã trở thành phim hoạt hình có doanh thu phòng vé nội địa cao nhất (vượt qua Shrek 2 năm 2004). Cùng với Phi vụ động trời, Đi tìm Dory trở thành một trong hai phim hoạt hình đầu tiên trong lịch sử điện ảnh đạt doanh thu vượt mức 1 tỉ USD trong cùng một năm.
- Đẳng cấp thú cưng đạt doanh thu nội địa 104,4 triệu USD trong dịp cuối tuần đầu tiên công chiếu, vượt kỉ lục của Những mảnh ghép cảm xúc (90,4 triệu USD) cho phim nguyên bản thuộc mọi thể loại có doanh thu dịp cuối tuần công chiếu cao nhất, đồng thời trở thành phim nguyên bản đầu tiên có doanh thu nội địa dịp cuối tuần công chiếu cán mốc 100 triệu USD. Đây cũng là phim hoạt hình nguyên bản không phải của Disney có doanh thu cao nhất, ở cả nội địa (vượt mặt Shrek, với 267,7 triệu USD năm 2001) và toàn cầu (đánh bại Kung Fu Panda, với 631,7 triệu USD năm 2008).
- Sausage Party trở thành phim hoạt hình nhãn R có doanh thu cao nhất từ trước tới nay, vượt qua kỉ lục trước đó của South Park: Bigger, Longer & Uncut (83,1 triệu USD năm 1999).
- Doctor Strange: Phù thủy tối thượng trở thành phim một nhân vật ra mắt có doanh thu toàn cầu cao nhất trong mọi phim điện ảnh thuộc Marvel Cinematic Universe, với tổng doanh thu đạt 658 triệu USD, vượt mặt Người Sắt (585,2 triệu USD năm 2008).

## Sự kiện

### Lễ trao giải
| Thời gian   | Sự kiện                                                     | Đơn vị tổ chức                                                                                       | Địa điểm                                              | Nguồn         |
| ----------- | ----------------------------------------------------------- | --- | ----------------------------------------------------- | ------------- |
| 10 tháng    | Giải Quả cầu vàng lần thứ 73                                | Hiệp hội báo chí nước ngoài ở Hollywood                                                              | Beverly Hills, California, Mỹ                         | [ 8 ]         |
| 15 tháng 1  | Giải Filmfare lần thứ 61                                    | | Prince Ahuja Studio, Mumbai, Ẩn Độ                    | [ 9 ]         |
| 17 tháng 1  | Giải Critics' Choice lần thứ 21                             | Hiệp hội Phê bình Phim Phát sóng                                                                     | Santa Monica, California, Mỹ                          | [ 10 ]        |
| 18 tháng 1  | Giải Guldbagge lần thứ 51                                   | Viện Hàn lâm Điện ảnh Thụy Điển                                                                      | Djurgården, Thụy Điển                                 | [ 11 ]        |
| 23 tháng 1  | Giải thưởng của Nghiệp đoàn Nhà sản xuất điện ảnh Mỹ 2015   | Nghiệp đoàn Nhà sản xuất điện ảnh Mỹ                                                                 | Beverly Hills, California, Mỹ                         | [ 12 ]        |
| 30 tháng 1  | Giải thưởng của Nghiệp đoàn Diễn viên Màn ảnh lần thứ 22    | SAG-AFTRA                                                                                            | Los Angeles, California, Mỹ                           | [ 13 ]        |
| 6 tháng 2   | Giải Annie lần thứ 43                                       | ASIFA-Hollywood                                                                                      | Los Angeles, California, Mỹ                           | [ 14 ]        |
| 6 tháng 2   | Giải Goya lần thứ 30                                        | Academia de las Artes y las Ciencias Cinematográficas de España                                      | Madrid, Tây Ban Nha                                   | [ 15 ]        |
| 6 tháng 2   | Giải Magritte lần thứ 6                                     | Académie André Delvaux                                                                               | Brussels, Bỉ                                          | [ 16 ]        |
| 6 tháng 2   | Giải thưởng của Nghiệp đoàn Đạo diễn điện ảnh Mỹ lần thứ 68 | Nghiệp đoàn Đạo diễn điện ảnh Mỹ                                                                     | Los Angeles, California, Mỹ                           | [ 17 ]        |
| 8 tháng 2   | Giải Lumières lần thứ 21                                    | Académie des Lumières                                                                                | Paris, Pháp                                           | [ 18 ]        |
| 10 tháng 2  | Giải Hiệp hội các nhà phê bình phim người Mỹ gốc Phi 2015   | Hiệp hội các nhà phê bình phim người Mỹ gốc Phi                                                      | Hollywood, California, Mỹ                             | [ 19 ]        |
| 13 tháng 2  | Giải thưởng của Nghiệp đoàn Nhà văn Mỹ 2015                 | Giải thưởng của Nghiệp đoàn Nhà văn Mỹ, Miền Đông & Giải thưởng của Nghiệp đoàn Nhà văn Mỹ, Miền Tây | Manhattan, New York, Mỹ & Los Angeles, California, Mỹ | [ 20 ]        |
| 14 tháng 2  | Giải BAFTA lần thứ 69                                       | Viện Hàn lâm Nghệ thuật Điện ảnh và Truyền hình Anh quốc                                             | Luân Đôn, Anh, Vương quốc Anh                         | [ 21 ]        |
| 21 tháng 2  | Giải Satellite lần thứ 20                                   | Viện Hàn lâm Báo chí Quốc tế                                                                         | Los Angeles, California, Mỹ                           | [ 22 ]        |
| 26 tháng 2  | Giải César lần thứ 41                                       | Viện Hàn lâm Nghệ thuật Điện ảnh và Công nghệ Pháp                                                   | Paris, Pháp                                           | [ 23 ]        |
| 27 tháng 2  | Giải Tinh thần độc lập lần thứ 31                           | Giải Tinh thần độc lập                                                                               | Santa Monica, California, Mỹ                          | [ 24 ]        |
| 27 tháng 2  | Giải Mâm xôi vàng lần thứ 36                                | Giải Mâm xôi vàng                                                                                    | Hollywood, California, Mỹ                             |               |
| 28 tháng 2  | Giải Oscar lần thứ 88                                       | Viện Hàn lâm Khoa học và Nghệ thuật Điện ảnh                                                         | Hollywood, California, Mỹ                             | [ 25 ]        |
| 9 tháng 3   | Giải Dorian 2015                                            | GALECA                                                                                               | Los Angeles, California, Mỹ                           | [ 26 ]        |
| 10 tháng 4  | Giải Điện ảnh của MTV 2016                                  | MTV                                                                                                  | Burbank, California, Mỹ                               | [ 27 ]        |
| 28 tháng 5  | Giải Ariel lần thứ 58                                       | Viện Hàn lâm Nghệ thuật Điện ảnh và Công nghệ México                                                 | Thành phố México, México                              | [ 28 ]        |
| 11 tháng 6  | Giải thưởng Điện ảnh châu Phi lần thứ 12                    | Viện Hàn lâm Điện ảnh châu Phi                                                                       | Port Harcourt, Rivers State, Nigeria                  | [ 29 ]        |
| 22 tháng 6  | Giải Sao Thổ lần thứ 42                                     | Viện Hàn lâm Phim Điện ảnh Khoa học Viễn tưởng, Kỳ ảo và Kinh dị                                     | Burbank, California, Mỹ                               | [ 30 ] [ 31 ] |
| 11 tháng 12 | Giải BFCA lần thứ 22                                        | Hiệp hội Phê bình Phim Phát sóng                                                                     | Santa Monica, California, Mỹ                          |               |

### Liên hoan phim
Danh sách một số liên hoan phim điện ảnh trong năm 2016 đã được chính thức công nhận bởi Liên đoàn quốc tế các Hiệp hội các nhà sản xuất phim (FIAPF).
| Thời gian             | Sự kiện                                        | Đơn vị tổ chức                      | Địa điểm                       | Nguồn  |
| --------------------- | ---------------------------------------------- | ----------------------------------- | ------------------------------ | ------ |
| 21–31 tháng 1         | Liên hoan phim Sundance 2016                   | Viện Sundance                       | Park City, Utah, Mỹ            | [ 32 ] |
| 11–21 tháng 2         | Liên hoan phim quốc tế Berlin lần thứ 66       | Liên hoan phim quốc tế Berlin       | Berlin, Đức                    | [ 33 ] |
| 11–22 tháng 5         | Liên hoan phim Cannes 2016                     | Festival de Cannes                  | Cannes, Pháp                   | [ 34 ] |
| 1–9 tháng 7           | Liên hoan phim quốc tế Karlovy Vary lần thứ 51 | Liên hoan phim quốc tế Karlovy Vary | Karlovy Vary, Cộng hòa Séc     | [ 35 ] |
| 12–20 tháng 8         | Liên hoan phim Sarajevo lần thứ 22             | Liên hoan phim Sarajevo             | Sarajevo, Bosna và Hercegovina | [ 36 ] |
| 31 tháng 8–10 tháng 9 | Liên hoan phim Venice lần thứ 73               | Liên hoan phim Venice               | Venice, Ý                      | [ 37 ] |
| 8–18 tháng 9          | Liên hoan phim quốc tế Toronto 2016            | Liên hoan phim quốc tế Toronto      | Toronto, Ontario, Canada       | [ 38 ] |
| 11–27 tháng 11        | Liên hoan phim Tallinn Black Nights lần thứ 20 | Liên hoan phim Tallinn Black Nights | Tallinn, Estonia               | [ 39 ] |

## Giải thưởng
| Hạng mục                          | Giải BFCA lần thứ 22 11 tháng 12 năm 2016                                   | Giải Quả cầu vàng lần thứ 74 8 tháng 1 năm 2017 | Giải Quả cầu vàng lần thứ 74 8 tháng 1 năm 2017 | Giải SAG lần thứ 23 29 tháng 1 năm 2017 | Giải BAFTA lần thứ 70 12 tháng 2 năm 2017 | Giải Oscar lần thứ 89 26 tháng 2 năm 2017        |
| Hạng mục                          | Giải BFCA lần thứ 22 11 tháng 12 năm 2016                                   | Chính kịch                                      | Ca nhạc hoặc hài                                | Giải SAG lần thứ 23 29 tháng 1 năm 2017 | Giải BAFTA lần thứ 70 12 tháng 2 năm 2017 | Giải Oscar lần thứ 89 26 tháng 2 năm 2017        |
| --------------------------------- | --------------------------------------------------------------------------- | ----------------------------------------------- | ----------------------------------------------- | --------------------------------------- | ----------------------------------------- | ------------------------------------------------ |
| Phim hay nhất                     | Những kẻ khờ mộng mơ                                                        | Moonlight                                       | Những kẻ khờ mộng mơ                            | —                                       | Những kẻ khờ mộng mơ                      | Moonlight                                        |
| Đạo diễn xuất sắc nhất            | Damien Chazelle Những kẻ khờ mộng mơ                                        | Damien Chazelle Những kẻ khờ mộng mơ            | Damien Chazelle Những kẻ khờ mộng mơ            | —                                       | Damien Chazelle Những kẻ khờ mộng mơ      | Damien Chazelle Những kẻ khờ mộng mơ             |
| Nam diễn viên chính xuất sắc nhất | Casey Affleck Manchester by the Sea                                         | Casey Affleck Manchester by the Sea             | Ryan Gosling Những kẻ khờ mộng mơ               | Denzel Washington Fences                | Casey Affleck Manchester by the Sea       | Casey Affleck Manchester by the Sea              |
| Nữ diễn viên chính xuất sắc nhất  | Natalie Portman Jackie                                                      | Isabelle Huppert Elle                           | Emma Stone Những kẻ khờ mộng mơ                 | Emma Stone Những kẻ khờ mộng mơ         | Emma Stone Những kẻ khờ mộng mơ           | Emma Stone Những kẻ khờ mộng mơ                  |
| Nam diễn viên phụ xuất sắc nhất   | Mahershala Ali Moonlight                                                    | Aaron Taylor-Johnson Nocturnal Animals          | Aaron Taylor-Johnson Nocturnal Animals          | Mahershala Ali Moonlight                | Dev Patel Lion                            | Mahershala Ali Moonlight                         |
| Nữ diễn viên phụ xuất sắc nhất    | Viola Davis Fences                                                          | Viola Davis Fences                              | Viola Davis Fences                              | Viola Davis Fences                      | Viola Davis Fences                        | Viola Davis Fences                               |
| Kịch bản chuyển thể xuất sắc nhất | Eric Heisserer Cuộc đổ bộ bí ẩn                                             | Damien Chazelle Những kẻ khờ mộng mơ            | Damien Chazelle Những kẻ khờ mộng mơ            | —                                       | Luke Davies Lion                          | Barry Jenkins và Tarell Alvin McCraney Moonlight |
| Kịch bản gốc xuất sắc nhất        | Damien Chazelle Những kẻ khờ mộng mơ Kenneth Lonergan Manchester by the Sea | Damien Chazelle Những kẻ khờ mộng mơ            | Damien Chazelle Những kẻ khờ mộng mơ            | —                                       | Kenneth Lonergan Manchester by the Sea    | Kenneth Lonergan Manchester by the Sea           |
| Phim hoạt hình hay nhất           | Phi vụ động trời                                                            | Phi vụ động trời                                | Phi vụ động trời                                | —                                       | Kubo và sứ mệnh samurai                   | Phi vụ động trời                                 |
| Nhạc phim hay nhất                | Những kẻ khờ mộng mơ Justin Hurwitz                                         | Những kẻ khờ mộng mơ Justin Hurwitz             | Những kẻ khờ mộng mơ Justin Hurwitz             | —                                       | Những kẻ khờ mộng mơ Justin Hurwitz       | Những kẻ khờ mộng mơ Justin Hurwitz              |
| Ca khúc trong phim hay nhất       | "City of Stars" Những kẻ khờ mộng mơ                                        | "City of Stars" Những kẻ khờ mộng mơ            | "City of Stars" Những kẻ khờ mộng mơ            | —                                       | —                                         | "City of Stars" Những kẻ khờ mộng mơ             |
| Phim ngoại ngữ hay nhất           | Elle                                                                        | Elle                                            | Elle                                            | —                                       | Son of Saul                               | The Salesman                                     |

## Phim điện ảnh năm 2016
Danh sách các phim điện ảnh được công chiếu trong năm 2016, sắp xếp theo ngày công chiếu tại Hoa Kỳ.

### Tháng một–Tháng ba
| Ngày công chiếu | Ngày công chiếu | Tựa đề                                               | Hãng phát hành                                       | Diễn viên và người thực hiện | Thể loại                            | Nguồn  |
| --------------- | --------------- | ---------------------------------------------------- | ---------------------------------------------------- | --- | ----------------------------------- | ------ |
| T H Á N G M Ộ T | 8               | Khu rừng tự sát                                      | Focus Features / Gramercy Pictures                   | Jason Zada (đạo diễn); Nick Antosca, Sarah Cornwell, Ben Ketai (biên kịch); Natalie Dormer, Taylor Kinney | Kinh dị                             | [ 40 ] |
| T H Á N G M Ộ T | 8               | The Masked Saint                                     | Freestyle Releasing                                  | Warren P. Sonoda (đạo diễn); Scott Crowell (biên kịch); Brett Granstaff, Lara Jean Chorostecki, Diahann Carroll, Patrick McKenna, Roddy Piper | Tiểu sử, Chính kịch                 | [ 41 ] |
| T H Á N G M Ộ T | 15              | 13 giờ: Lính ngầm Benghazi                           | Paramount Pictures                                   | Michael Bay (đạo diễn); Chuck Hogan (biên kịch); James Badge Dale, John Krasinski, Toby Stephens, Pablo Schreiber, Max Martini, David Denman, David Giuntoli, David Costabile | Hành động, Rùng rợn                 | [ 42 ] |
| T H Á N G M Ộ T | 15              | Đầu gấu Bắc Cực                                      | Lionsgate                                            | Trevor Wall (đạo diễn); Jack Donaldson, Derek Elliott (biên kịch); Rob Schneider, Heather Graham, Colm Meaney, Bill Nighy, Janet Varney, Ken Jeong, Loretta Devine, Zachary Gordon | Hài                                 | [ 43 ] |
| T H Á N G M Ộ T | 15              | Cớm tập sự                                           | Universal Studios                                    | Tim Story (đạo diễn); Phil Hay, Matt Manfredi (biên kịch); Ice Cube, Kevin Hart, Benjamin Bratt, Olivia Munn, Ken Jeong, Nadine Velazquez, Tika Sumpter, Tyrese Gibson, T.I., Glen Powell, Rebecca Olejniczak                                                                             | Hài, Hành động                      | [ 44 ] |
| T H Á N G M Ộ T | 16              | Boonie Bears III                                     | Le Vision Pictures                                   | Ding Liang, Lin Yongchang (đạo diễn); Zhang Wei, Zhang Bingjun, Tan Xiao | Hài, Phiêu lưu                      | [ 45 ] |
| T H Á N G M Ộ T | 22              | Đợt tấn công thứ 5                                   | Columbia Pictures                                    | J Blakeson (đạo diễn); Susannah Grant (biên kịch); Chloë Grace Moretz, Nick Robinson, Alex Roe, Liev Schreiber, Maika Monroe, Maria Bello, Maggie Siff, Ron Livingston | Khoa học giả tưởng, Phiêu lưu       | [ 46 ] |
| T H Á N G M Ộ T | 22              | Cậu bé ma                                            | STX Entertainment                                    | William Brent Bell (đạo diễn); Stacey Menear (biên kịch); Lauren Cohan, Rupert Evans, Jim Norton, Diana Hardcastle | Kinh dị, Rùng rợn                   | [ 47 ] |
| T H Á N G M Ộ T | 22              | Tay chơi không tuổi                                  | Lionsgate                                            | Dan Mazer (đạo diễn); John Phillips (biên kịch); Zac Efron, Robert De Niro, Julianne Hough, Aubrey Plaza, Zoey Deutch, Dermot Mulroney, Adam Pally, Jason Mantzoukas | Hài                                 | [ 48 ] |
| T H Á N G M Ộ T | 22              | Truy lùng quái yêu                                   | FilmRise                                             | Hứa Thành Nghị (đạo diễn); Bạch Bách Hà, Tỉnh Bách Nhiên, Chung Hán Lương, Ngô Quân Như, Tăng Chí Vỹ | Hành động, Hài, Kỳ ảo               | [ 49 ] |
| T H Á N G M Ộ T | 23              | Kung Fu Panda 3                                      | 20th Century Fox / DreamWorks Animation              | Jennifer Yuh Nelson, Alessandro Carloni (đạo diễn); Jonathan Aibel, Glenn Berger (biên kịch); Jack Black, Angelina Jolie, Dustin Hoffman, Thành Long, Seth Rogen, Lucy Liu, David Cross, James Hong, Bryan Cranston, Kate Hudson, J. K. Simmons                                           | Hành động, Hài                      | [ 50 ] |
| T H Á N G M Ộ T | 27              | Lazer Team                                           | Rooster Teeth Productions, LLC.                      | Matt Hullum (đạo diễn/biên kịch); Burnie Burns, Gavin Free, Michael Jones, Colton Dunn, Allie DeBerry, Alan Ritchson | Khoa học viễn tưởng, Hài            | [ 51 ] |
| T H Á N G M Ộ T | 27              | The Witch                                            | A24                                                  | Robert Eggers (đạo diễn/biên kịch); Anya Taylor-Joy, Ralph Ineson, Kate Dickie | Kinh dị                             | [ 52 ] |
| T H Á N G M Ộ T | 29              | Fifty Shades of Black                                | Open Road Films                                      | Michael Tiddes (đạo diễn); Marlon Wayans, Rick Alvarez (biên kịch); Marlon Wayans, Jane Seymour, Mike Epps, Kali Hawk | Hài                                 | [ 53 ] |
| T H Á N G M Ộ T | 29              | The Finest Hours                                     | Walt Disney Pictures                                 | Craig Gillespie (đạo diễn); Scott Silver, Eric Johnson, Paul Tamasy (biên kịch); Chris Pine, Casey Affleck, Ben Foster, Holliday Grainger, John Ortiz, Eric Bana | Hành động, Chính kịch               | [ 54 ] |
| T H Á N G M Ộ T | 29              | Jane Got a Gun                                       | The Weinstein Company                                | Gavin O'Connor (đạo diễn); Brian Duffield, Anthony Tambakis, Joel Edgerton (biên kịch); Natalie Portman, Joel Edgerton, Ewan McGregor, Rodrigo Santoro, Noah Emmerich, Boyd Holbrook | Hành động, Chính kịch, Phương Tây   | [ 55 ] |
| T H Á N G H A I | 5               | Lựa chọn của trái tim                                | Lionsgate                                            | Ross Katz (đạo diễn); Bryan Sipe (biên kịch); Benjamin Walker, Teresa Palmer, Maggie Grace, Tom Welling, Tom Wilkinson, Alexandra Daddario | Chính kịch, Lãng mạn                | [ 56 ] |
| T H Á N G H A I | 5               | Dad's Army                                           | Universal Studios                                    | Oliver Parker (đạo diễn); Toby Jones, Bill Nighy, Tom Courtenay, Bill Paterson, Daniel Mays, Michael Gambon, Blake Harrison, Catherine Zeta-Jones, Emily Atack, Mark Gatiss, Ian Lavender, Frank Williams, Alison Steadman, Sarah Lancashire                                              | Hài, Chiến tranh                    | [ 57 ] |
| T H Á N G H A I | 5               | Hail, Caesar!                                        | Universal Studios                                    | Joel and Ethan Coen (đạo diễn/biên kịch); Josh Brolin, George Clooney, Alden Ehrenreich, Ralph Fiennes, Jonah Hill, Scarlett Johansson, Frances McDormand, Tilda Swinton, Channing Tatum, Alison Pill, Dolph Lundgren, Jack Huston                                                        | Hài                                 | [ 58 ] |
| T H Á N G H A I | 5               | Misconduct                                           | Lionsgate Premiere                                   | Shintaro Shimosawa (đạo diễn); Adam Mason, Simon Boyes (biên kịch); Josh Duhamel, Alice Eve, Malin Akerman, Byung-hun Lee, Julia Stiles, Glen Powell, Al Pacino, Anthony Hopkins | Rùng rợn                            | [ 59 ] |
| T H Á N G H A I | 5               | Tây du ký 2: Tôn Ngộ Không ba lần đánh Bạch Cốt Tinh | Filmko Entertainment                                 | Trịnh Bảo Thụy (đạo diễn); Ran Ping (biên kịch); Quách Phú Thành, Củng Lợi, Phùng Thiệu Phong, Trần Tuệ Lâm | Kỳ ảo                               | [ 60 ] |
| T H Á N G H A I | 5               | Kiêu hãnh và định kiến và zombies                    | Screen Gems                                          | Burr Steers (đạo diễn/biên kịch); Lily James, Sam Riley, Matt Smith, Lena Headey, Charles Dance, Jack Huston, Douglas Booth, Hermione Corfield, Bella Heathcote, Suki Waterhouse | Hài, Kinh dị                        | [ 61 ] |
| T H Á N G H A I | 8               | Mỹ nhân ngư                                          | China Film Group                                     | Châu Tinh Trì (đạo diễn/biên kịch); Đặng Siêu, Lâm Doãn, La Chí Tường, Trương Vũ Kỳ, Ngô Diệc Phàm | Khoa học giả tưởng, Kỳ ảo, Hài      | [ 62 ] |
| T H Á N G H A I | 8               | Deadpool                                             | 20th Century Fox / Marvel Entertainment              | Tim Miller (đạo diễn); Rhett Reese, Paul Wernick (biên kịch); Ryan Reynolds, Gina Carano, T. J. Miller, Ed Skrein, Morena Baccarin, Stefan Kapicic, Leslie Uggams, Brianna Hildebrand, Jed Rees                                                                                           | Siêu anh hùng, Hành động, Hài       | [ 63 ] |
| T H Á N G H A I | 10              | Phi vụ động trời                                     | Walt Disney Pictures / Walt Disney Animation Studios | Byron Howard, Rich Moore (đạo diễn); Jared Bush (biên kịch); Ginnifer Goodwin, Jason Bateman, Idris Elba, Jenny Slate, Nate Torrence, Tommy Chong, J. K. Simmons, Octavia Spencer, Alan Tudyk, Shakira                                                                                    | Hài                                 | [ 64 ] |
| T H Á N G H A I | 12              | Tuyên ngôn độc thân                                  | Warner Bros. / New Line Cinema / Metro-Goldwyn-Mayer | Christian Ditter (đạo diễn); Marc Silverstein, Dana Fox, Abby Kohn (biên kịch); Dakota Johnson, Alison Brie, Leslie Mann, Rebel Wilson, Carla Quevedo, Damon Wayans, Jr., Jake Lacy, Jason Mantzoukas, Nick Bateman, Anders Holm, Nicholas Braun                                          | Lãng mạn, Hài                       | [ 65 ] |
| T H Á N G H A I | 12              | Trai đẹp lên sàn                                     | Paramount Pictures                                   | Ben Stiller (đạo diễn); Justin Theroux (biên kịch); Ben Stiller, Owen Wilson, Christine Taylor, Will Ferrell, Penélope Cruz, Jonah Hill, Kristen Wiig, Olivia Munn, Billy Zane, Justin Bieber, Fred Armisen, Benedict Cumberbatch, Kiefer Sutherland                                      | Hài                                 | [ 66 ] |
| T H Á N G H A I | 12              | Nhãn lực siêu nhiên                                  | Warner Bros.                                         | Jeff Nichols (đạo diễn/biên kịch); Michael Shannon, Kirsten Dunst, Adam Driver, Joel Edgerton, Sam Shepard | Khoa học giả tưởng                  | [ 67 ] |
| T H Á N G H A I | 16              | Phi vụ 999                                           | Open Road Films                                      | John Hillcoat (đạo diễn); Matt Cook (biên kịch); Kate Winslet, Woody Harrelson, Gal Gadot, Anthony Mackie, Teresa Palmer, Casey Affleck, Clifton Collins, Jr., Aaron Paul, Norman Reedus, Chiwetel Ejiofor                                                                                | Tội phạm, Chính kịch                | [ 68 ] |
| T H Á N G H A I | 19              | Race                                                 | Focus Features                                       | Stephen Hopkins (đạo diễn); Joe Shrapnel, Anna Waterhouse (biên kịch); Stephan James, Jason Sudeikis, Jeremy Irons, William Hurt, Carice van Houten, Amanda Crew | Chính kịch, Thể thao                | [ 69 ] |
| T H Á N G H A I | 19              | Risen                                                | Columbia Pictures                                    | Kevin Reynolds (đạo diễn/biên kịch); Paul Aiello (biên kịch); Joseph Fiennes, Tom Felton, Cliff Curtis | Kinh thánh, Chính kịch              | [ 70 ] |
| T H Á N G H A I | 24              | Grimsby                                              | Columbia Pictures                                    | Louis Leterrier (đạo diễn); Sacha Baron Cohen, Phil Johnston (biên kịch); Sacha Baron Cohen, Mark Strong, Isla Fisher, Rebel Wilson, Annabelle Wallis, Ian McShane, Gabourey Sidibe, David Harewood, Derek Jeter, Penélope Cruz, Scott Adkins, Johnny Vegas, Ricky Tomlinson              | Hài, Hành động                      | [ 71 ] |
| T H Á N G H A I | 25              | Các vị thần Ai Cập                                   | Summit Entertainment                                 | Alex Proyas (đạo diễn/biên kịch); Matt Sazama, Burk Sharpless (biên kịch); Geoffrey Rush, Gerard Butler, Brenton Thwaites, Courtney Eaton, Nikolaj Coster-Waldau, Chadwick Boseman, Elodie Yung, Rufus Sewell                                                                             | Hành động, Kỳ ảo                    | [ 72 ] |
| T H Á N G H A I | 26              | Eddie the Eagle                                      | 20th Century Fox                                     | Dexter Fletcher (đạo diễn); Sean Macaulay, Simon Kelton (biên kịch); Taron Egerton, Christopher Walken, Hugh Jackman | Chính kịch, Hài                     | [ 73 ] |
| T H Á N G B A   | 4               | Knight of Cups                                       | Broad Green Pictures                                 | Terrence Malick (đạo diễn/biên kịch); Christian Bale, Cate Blanchett, Natalie Portman | Kỳ ảo, Chính kịch                   | [ 74 ] |
| T H Á N G B A   | 4               | London thất thủ                                      | Focus Features / Gramercy Pictures                   | Babak Najafi (đạo diễn); Creighton Rothenberger, Katrin Benedikt, Chad St. John (biên kịch); Gerard Butler, Aaron Eckhart, Morgan Freeman, Angela Bassett, Alon Aboutboul, Charlotte Riley, Jackie Earle Haley, Melissa Leo, Robert Forster, Sean O'Bryan, Radha Mitchell, Waleed Zuaiter | Hành động                           | [ 75 ] |
| T H Á N G B A   | 4               | The Other Side of the Door                           | 20th Century Fox                                     | Johannes Roberts (đạo diễn/biên kịch); Ernest Riera (biên kịch); Sarah Wayne Callies, Jeremy Sisto | Kinh dị                             | [ 76 ] |
| T H Á N G B A   | 4               | Whiskey Tango Foxtrot                                | Paramount Pictures                                   | Glenn Ficarra, John Requa (đạo diễn); Robert Carlock (biên kịch); Tina Fey, Margot Robbie, Martin Freeman, Billy Bob Thornton, Alfred Molina, Christopher Abbott, Sheila Vand | Chính kịch, Hài, Tiểu sử            | [ 77 ] |
| T H Á N G B A   | 8               | Căn hầm                                              | Paramount Pictures                                   | Dan Trachtenberg (đạo diễn); Matt Stuecken, Damien Chazelle (biên kịch); Mary Elizabeth Winstead, John Goodman, John Gallagher, Jr. | Rùng rợn, Kinh dị                   | [ 78 ] |
| T H Á N G B A   | 11              | Sinh viên siêu quậy!!                                | Paramount Pictures                                   | Richard Linklater (đạo diễn/biên kịch); Blake Jenner, Ryan Guzman, Tyler Hoechlin, Wyatt Russell, Zoey Deutch | Hài, Chính kịch, Lãng mạn           | [ 79 ] |
| T H Á N G B A   | 11              | The Perfect Match                                    | Lionsgate                                            | Bille Woodruff (đạo diễn); Brandon Broussard, Gary Hardwick (biên kịch); Terrence J, Cassie Ventura, Donald Faison, Dascha Polanco, Robert Christopher Riley, Lauren London | Lãng mạn                            | [ 80 ] |
| T H Á N G B A   | 11              | The Young Messiah                                    | Focus Features                                       | Cyrus Nowrasteh (đạo diễn/biên kịch); Betsy Nowrasteh (biên kịch); Adam Greaves-Neal, Sean Bean | Kinh thánh, Chính kịch              | [ 81 ] |
| T H Á N G B A   | 16              | Miracles from Heaven                                 | Columbia Pictures                                    | Patricia Riggen (đạo diễn); Randy Brown (biên kịch); Jennifer Garner, Martin Henderson, Queen Latifah, Kylie Rogers | Kinh thánh, Chính kịch              | [ 82 ] |
| T H Á N G B A   | 18              | The Bronze                                           | Sony Pictures Classics                               | Bryan Buckley (đạo diễn); Melissa Rauch, Winston Rauch (biên kịch); Melissa Rauch, Gary Cole, Thomas Middleditch, Sebastian Stan, Cecily Strong, Haley Lu Richardson, Dale Raoul | Hài                                 | [ 83 ] |
| T H Á N G B A   | 18              | Những kẻ trung kiên                                  | Summit Entertainment                                 | Robert Schwentke (đạo diễn); Noah Oppenheim (biên kịch); Shailene Woodley, Theo James, Naomi Watts, Jeff Daniels, Ansel Elgort, Miles Teller, Zoe Kravitz, Maggie Q, Octavia Spencer, Ray Stevenson, Bill Skarsgård, Mekhi Phifer, Jonny Weston, Xander Berkeley, Ellie Nicole            | Phiêu lưu, Hành động                | [ 84 ] |
| T H Á N G B A   | 19              | Batman đại chiến Superman: Ánh sáng công lý          | Warner Bros. / DC Entertainment                      | Zack Snyder (đạo diễn); Chris Terrio, David S. Goyer (biên kịch); Ben Affleck, Henry Cavill, Amy Adams, Jesse Eisenberg, Diane Lane, Laurence Fishburne, Jeremy Irons, Holly Hunter, Gal Gadot, Scoot McNairy, Tao Okamoto, Callan Mulvey                                                 | Siêu anh hùng, Hành động, Phiêu lưu | [ 85 ] |
| T H Á N G B A   | 25              | My Big Fat Greek Wedding 2                           | Universal Studios                                    | Kirk Jones (đạo diễn); Nia Vardalos (biên kịch); Nia Vardalos, John Corbett, Ian Gomez, Elena Kampouris | Lãng mạn, Hài                       | [ 86 ] |
| T H Á N G B A   | 25              | They're Watching                                     | Amplify                                              | Jay Lender, Micah Wright (đạo diễn/biên kịch); Brigid Brannagh, David Alpay, Kris Lemche, Dimitri Diatchenko, Carrie Genzel | Kinh dị, Hài                        | [ 87 ] |

### Tháng  tư–Tháng sáu
| Ngày công chiếu | Ngày công chiếu | Tựa đề                                   | Hãng phát hành                                           | Diễn viên và người thực hiện | Thể loại                                 | Nguồn   |
| --------------- | --------------- | ---------------------------------------- | -------------------------------------------------------- | --- | ---------------------------------------- | ------- |
| T H Á N G T Ư   | 1               | God's Not Dead 2                         | Pure Flix Entertainment                                  | Harold Cronk (đạo diễn); Cary Solomon, Chuck Konzelman (biên kịch); Melissa Joan Hart, David A. R. White, Ray Wise, Robin Givens, Ernie Hudson, Eamonn McCrystal, Jesse Metcalfe | Chính kịch                               | [ 88 ]  |
| T H Á N G T Ư   | 1               | Meet the Blacks                          | Freestyle Releasing                                      | Deon Taylor (đạo diễn/biên kịch); Mike Epps, Gary Owen, Zulay Henao, George Lopez, Bresha Webb | Hài                                      | [ 89 ]  |
| T H Á N G T Ư   | 8               | The Boss                                 | Universal Studios                                        | Ben Falcone (đạo diễn/biên kịch); Steve Mallory, Melissa McCarthy (biên kịch); Melissa McCarthy, Kristen Bell, Peter Dinklage, Tyler Labine, Kristen Schaal, Margo Martindale, Kathy Bates | Hài                                      | [ 90 ]  |
| T H Á N G T Ư   | 8               | Demolition                               | Fox Searchlight Pictures                                 | Jean-Marc Vallée (đạo diễn); Bryan Sipe (biên kịch); Jake Gyllenhaal, Naomi Watts, Chris Cooper, Judah Lewis | Chính kịch                               | [ 91 ]  |
| T H Á N G T Ư   | 8               | Hardcore Henry                           | STX Entertainment                                        | Ilya Naishuller (đạo diễn/biên kịch); Sharlto Copley, Danila Kozlovsky, Haley Bennett, Andrei Dementiev, Darya Charusha, Svetlana Ustinova | Hành động                                | [ 92 ]  |
| T H Á N G T Ư   | 12              | Captain America: Nội chiến siêu anh hùng | Marvel Studios                                           | Anthony Russo, Joe Russo (đạo diễn); Christopher Markus and Stephen McFeely (biên kịch); Chris Evans, Robert Downey Jr., Scarlett Johansson, Sebastian Stan, Anthony Mackie, Don Cheadle, Jeremy Renner, Chadwick Boseman, Paul Bettany, Elizabeth Olsen, Paul Rudd, Emily VanCamp, Tom Holland, Frank Grillo, William Hurt, Daniel Brühl   | Siêu anh hùng, Hành động, Phiêu lưu      | [ 93 ]  |
| T H Á N G T Ư   | 13              | Mother's Day                             | Open Road Films                                          | Garry Marshall (đạo diễn); Anya Kochoff-Romano, Lily Hollander, Matt Walker, Tom Hines (biên kịch); Jennifer Aniston, Julia Roberts, Kate Hudson, Timothy Olyphant, Jason Sudeikis, Jon Lovitz, Margo Martindale, Sarah Chalke, Britt Robertson, Ella Anderson, Shay Mitchell, Loni Love                                                    | Hài, Chính kịch                          | [ 94 ]  |
| T H Á N G T Ư   | 15              | Barbershop: The Next Cut                 | Warner Bros. / New Line Cinema / Metro-Goldwyn-Mayer     | Malcolm D. Lee (đạo diễn); Kenya Barris, Tracy Oliver (biên kịch); Ice Cube, Cedric the Entertainer, Nicki Minaj, Regina Hall, Eve, Common | Hài                                      | [ 95 ]  |
| T H Á N G T Ư   | 15              | Tội phạm                                 | Summit Entertainment                                     | Ariel Vromen (đạo diễn); Douglas Cook, David Weisberg (biên kịch); Kevin Costner, Gary Oldman, Tommy Lee Jones, Alice Eve, Gal Gadot, Ryan Reynolds | Hành động, Rùng rợn                      | [ 96 ]  |
| T H Á N G T Ư   | 15              | Green Room                               | A24 (company) / Broad Green Pictures                     | Jeremy Saulnier (đạo diễn/biên kịch); Anton Yelchin, Imogen Poots, Patrick Stewart, Alia Shawkat, Callum Turner | Chính kịch, Rùng rợn                     | [ 97 ]  |
| T H Á N G T Ư   | 15              | Cậu bé rừng xanh                         | Walt Disney Pictures                                     | Jon Favreau (đạo diễn); Justin Marks (biên kịch); Neel Sethi, Bill Murray, Ben Kingsley, Idris Elba, Lupita Nyong'o, Scarlett Johansson, Giancarlo Esposito, Christopher Walken | Phiêu lưu, Kỳ ảo                         | [ 98 ]  |
| T H Á N G T Ư   | 22              | Elvis & Nixon                            | Bleecker Street                                          | Liza Johnson (đạo diễn); Joey Sagal, Hanala Sagal, Cary Elwes (biên kịch); Michael Shannon, Kevin Spacey, Evan Peters, Alex Pettyfer, Colin Hanks, Johnny Knoxville | Hài, Chính kịch                          | [ 99 ]  |
| T H Á N G T Ư   | 22              | Thợ săn: Cuộc chiến mùa đông             | Universal Studios                                        | Cedric Nicolas-Troyan (đạo diễn); Frank Darabont, Evan Spiliotopoulos (biên kịch); Chris Hemsworth, Charlize Theron, Emily Blunt, Jessica Chastain, Nick Frost, Sam Claflin, Rob Brydon, Alexandra Roach | Kỳ ảo                                    | [ 100 ] |
| T H Á N G T Ư   | 27              | Florence Foster Jenkins                  | Paramount Pictures                                       | Stephen Frears (đạo diễn); Meryl Streep, Hugh Grant, Simon Helberg, Nina Arianda, Rebecca Ferguson | Tiểu sử, Hài, Chính kịch                 | [ 101 ] |
| T H Á N G T Ư   | 29              | Keanu                                    | Warner Bros. / New Line Cinema                           | Peter Atencio (đạo diễn); Jordan Peele, Alex Rubens (biên kịch); Keegan-Michael Key, Jordan Peele, Method Man, Gabrielle Union, Will Forte | Hài                                      | [ 102 ] |
| T H Á N G T Ư   | 29              | Đặc vụ "gà mờ"                           | Focus Features / Gramercy Pictures                       | Jerrica Cleland, Kevin Munroe (đạo diễn); T.J. Fixman (biên kịch); Paul Giamatti, John Goodman, Bella Thorne, Rosario Dawson, James Arnold Taylor, David Kaye, Sylvester Stallone | Khoa học giả tưởng, Hành động, Hài       | [ 103 ] |
| T H Á N G N Ă M | 5               | Angry Birds                              | Columbia Pictures / Rovio Entertainment                  | Clay Kaytis, Fergal Reilly (đạo diễn); Jon Vitti (biên kịch); Jason Sudeikis, Josh Gad, Danny McBride, Bill Hader, Maya Rudolph, Peter Dinklage, Keegan-Michael Key, Kate McKinnon, Tony Hale, Ike Barinholtz, Hannibal Buress, Cristela Alonzo, Jillian Bell, Danielle Brooks, Romeo Santos, Ian Hecox, Anthony Padilla                    | Hài                                      | [ 104 ] |
| T H Á N G N Ă M | 9               | X-Men: Cuộc chiến chống Apocalypse       | 20th Century Fox / Marvel Entertainment                  | Bryan Singer (đạo diễn); Simon Kinberg (biên kịch); James McAvoy, Michael Fassbender, Jennifer Lawrence, Oscar Isaac, Nicholas Hoult, Rose Byrne, Tye Sheridan, Sophie Turner, Olivia Munn, Lucas Till, Evan Peters, Kodi Smit-McPhee, Alexandra Shipp, Ben Hardy, Lana Condor, Josh Helman                                                 | Siêu anh hùng, Hành động, Phiêu lưu      | [ 105 ] |
| T H Á N G N Ă M | 10              | Alice ở xứ sở trong gương                | Walt Disney Pictures                                     | James Bobin (đạo diễn); Linda Woolverton (biên kịch); Johnny Depp, Anne Hathaway, Mia Wasikowska, Rhys Ifans, Helena Bonham Carter, Sacha Baron Cohen, Alan Rickman, Stephen Fry, Michael Sheen, Timothy Spall | Kỳ ảo, Phiêu lưu                         | [ 106 ] |
| T H Á N G N Ă M | 11              | Café Society                             | Amazon Studios / Lionsgate                               | Woody Allen (đạo diễn); Jeannie Berlin, Steve Carell, Jesse Eisenberg, Blake Lively, Parker Posey, Kristen Stewart, Corey Stoll, Ken Stott | Lãng mạn, Hài, Chính kịch                | [ 107 ] |
| T H Á N G N Ă M | 13              | The Darkness                             | Universal Pictures / High Top Releasing                  | Greg McLean (đạo diễn/biên kịch); Shayne Armstrong, Shane Krause (biên kịch); Kevin Bacon, Radha Mitchell, David Mazouz, Lucy Fry, Matt Walsh, Jennifer Morrison | Kinh dị                                  | [ 108 ] |
| T H Á N G N Ă M | 13              | Last Days in the Desert                  | Broad Green Pictures                                     | Rodrigo Garcia (đạo diễn/biên kịch); Ewan McGregor, Ciarán Hinds, Ayelet Zurer, Tye Sheridan | Chính kịch                               | [ 109 ] |
| T H Á N G N Ă M | 13              | Mặt trái phố Wall                        | TriStar Pictures                                         | Jodie Foster (đạo diễn); Jamie Linden, Alan Di Fiore, Jim Kouf (biên kịch); George Clooney, Julia Roberts, Jack O'Connell, Dominic West, Caitriona Balfe | Chính kịch                               | [ 110 ] |
| T H Á N G N Ă M | 15              | Những chàng trai ngoan                   | Warner Bros.                                             | Shane Black (đạo diễn/biên kịch); Anthony Bagarozzi (biên kịch); Russell Crowe, Ryan Gosling, Angourie Rice, Matt Bomer, Margaret Qualley, Keith David, Kim Basinger | Hành động, Hài                           | [ 111 ] |
| T H Á N G N Ă M | 20              | Maggie's Plan                            | Sony Pictures Classics                                   | Rebecca Miller (đạo diễn/biên kịch); Karen Rinaldi (biên kịch); Greta Gerwig, Julianne Moore, Ethan Hawke, Bill Hader, Maya Rudolph, Monte Greene | Chính kịch, Hài                          | [ 112 ] |
| T H Á N G N Ă M | 20              | Neighbors 2: Sorority Rising             | Universal Studios                                        | Nicholas Stoller (đạo diễn); Andrew J. Cohen, Brendan O'Brien (biên kịch); Seth Rogen, Zac Efron, Rose Byrne, Chloë Grace Moretz, Dave Franco, Selena Gomez | Hài                                      | [ 113 ] |
| T H Á N G N Ă M | 20              | Ác quỷ sàn catwalk                       | Broad Green Pictures                                     | Nicolas Winding Refn (đạo diễn); Elle Fanning, Karl Glusman, Jena Malone, Bella Heathcote, Abbey Lee, Christina Hendricks, Keanu Reeves | Rùng rợn                                 | [ 114 ] |
| T H Á N G N Ă M | 22              | Ninja Rùa: Đập tan bóng tối              | Paramount Pictures / Nickelodeon Movies / Platinum Dunes | Dave Green (đạo diễn); Josh Appelbaum, André Nemec (biên kịch); Megan Fox, Stephen Amell, Will Arnett, Laura Linney, Brian Tee, Tyler Perry, Pete Ploszek, Noel Fisher, Jeremy Howard, Alan Ritchson, Brittany Ishibashi, Gary Anthony Williams, Sheamus, Alessandra Ambrosio, Judith Hoag, Carmelo Anthony                                 | Siêu anh hùng, Phiêu lưu, Hài            | [ 115 ] |
| T H Á N G S Á U | 3               | Trước ngày em đến                        | Warner Bros. / New Line Cinema / Metro-Goldwyn-Mayer     | Thea Sharrock (đạo diễn); Scott Neustadter, Michael H. Weber (biên kịch); Emilia Clarke, Sam Claflin, Charles Dance, Jenna Coleman, Janet McTeer | Chính kịch, Lãng mạn                     | [ 116 ] |
| T H Á N G S Á U | 3               | Popstar: Never Stop Never Stopping       | Universal Studios                                        | Jorma Taccone, Akiva Schaffer (đạo diễn); Jorma Taccone, Akiva Schaffer, Andy Samberg (biên kịch) | Hài                                      | [ 117 ] |
| T H Á N G S Á U | 6               | Phi vụ thế kỷ 2                          | Summit Entertainment                                     | Jon M. Chu (đạo diễn); Ed Solomon, Pete Chiarelli (biên kịch); Mark Ruffalo, Jesse Eisenberg, Woody Harrelson, Dave Franco, Lizzy Caplan, Daniel Radcliffe, Morgan Freeman, Michael Caine | Hành động, Rùng rợn                      | [ 118 ] |
| T H Á N G S Á U | 7               | Ám ảnh kinh hoàng 2                      | Warner Bros. / New Line Cinema                           | James Wan (đạo diễn); Chad Hayes, Carey Hayes (biên kịch); Patrick Wilson, Vera Farmiga, Frances O'Connor, Madison Wolfe, Simon McBurney, Franka Potente | Kinh dị                                  | [ 119 ] |
| T H Á N G S Á U | 10              | Điệp viên không hoàn hảo                 | Warner Bros. / New Line Cinema / Universal Studios       | Rawson Marshall Thurber (đạo diễn); Ike Barinholtz, David Stassen, Peter Steinfeld (biên kịch); Dwayne Johnson, Kevin Hart, Amy Ryan, Aaron Paul | Hành động, Hài                           | [ 120 ] |
| T H Á N G S Á U | 10              | Genius                                   | Summit Entertainment / Roadside Attractions              | Michael Grandage (đạo diễn); John Logan (biên kịch); Colin Firth, Jude Law, Nicole Kidman, Dominic West, Guy Pearce, Laura Linney | Tiểu sử, Chính kịch                      | [ 121 ] |
| T H Á N G S Á U | 10              | Warcraft: Đại chiến hai thế giới         | Universal Studios / Legendary Entertainment              | Duncan Jones (đạo diễn/biên kịch); Charles Leavitt (biên kịch); Ben Foster, Travis Fimmel, Paula Patton, Toby Kebbell, Dominic Cooper, Rob Kazinsky, Daniel Wu, Clancy Brown | Hành động, Kỳ ảo, Phiêu lưu              | [ 122 ] |
| T H Á N G S Á U | 16              | Free State of Jones                      | STX Entertainment                                        | Gary Ross (đạo diễn/biên kịch); Matthew McConaughey, Gugu Mbatha-Raw, Keri Russell, Mahershala Ali | Chính kịch, Rùng rợn                     | [ 123 ] |
| T H Á N G S Á U | 17              | Đi tìm Dory                              | Walt Disney Pictures / Pixar Animation Studios           | Andrew Stanton (đạo diễn/biên kịch); Angus MacLane (đồng đạo diễn); Ellen DeGeneres, Albert Brooks, Hayden Rolence, Diane Keaton, Eugene Levy, Kaitlin Olson, Ty Burrell, Ed O'Neill | Gia đình                                 | [ 124 ] |
| T H Á N G S Á U | 20              | Ngày độc lập: Tái chiến                  | 20th Century Fox                                         | Roland Emmerich (đạo diễn/biên kịch); Dean Devlin, Carter Blanchard (biên kịch); Jeff Goldblum, Bill Pullman, Sela Ward, Liam Hemsworth, Vivica A. Fox, Judd Hirsch, William Fichtner, Patrick St. Esprit, Charlotte Gainsbourg, Brent Spiner, Jessie Usher, Maika Monroe, DeObia Oparei, Gbenga Akinnagbe, Chin Han, Angelababy, Joey King | Hành động, Phiêu lưu, Khoa học giả tưởng | [ 125 ] |
| T H Á N G S Á U | 21              | Vùng nước tử thần                        | Columbia Pictures                                        | Jaume Collet-Serra (đạo diễn); Anthony Jaswinski (biên kịch); Blake Lively, Óscar Jaenada | Kinh dị                                  | [ 126 ] |

### Tháng bảy–Tháng chín
| Ngày công chiếu   | Ngày công chiếu | Tựa đề                                                        | Hãng phát hành                                 | Diễn viên và người thực hiện | Thể loại                                 | Nguồn   |
| ----------------- | --------------- | ------------------------------------------------------------- | ---------------------------------------------- | --- | ---------------------------------------- | ------- |
| T H Á N G B Ả Y   | 1               | Huyền thoại Tarzan                                            | Warner Bros.                                   | David Yates (đạo diễn); Stephen Sommers, Stuart Beattie (biên kịch); Alexander Skarsgard, Margot Robbie, Christoph Waltz, Samuel L. Jackson, Djimon Hounsou, John Hurt | Hành động, Phiêu lưu                     | [ 127 ] |
| T H Á N G B Ả Y   | 1               | Chuyện chưa kể ở xứ sở khổng lồ                               | Walt Disney Pictures / Amblin Entertainment    | Steven Spielberg (đạo diễn); Melissa Mathison (biên kịch); Mark Rylance, Ruby Barnhill, Penelope Wilton, Jemaine Clement, Rebecca Hall, Rafe Spall, Bill Hader | Kỳ ảo                                    | [ 128 ] |
| T H Á N G B Ả Y   | 1               | The Purge: Election Year                                      | Universal Studios                              | James DeMonaco (đạo diễn/biên kịch); Frank Grillo, Betty Gabriel, Edwin Hodge, Kyle Secor, Joseph Julian Soria, Mykelti Williamson, Elizabeth Mitchell | Kinh dị, Rùng rợn                        | [ 129 ] |
| T H Á N G B Ả Y   | 1               | Our Kind of Traitor                                           | Lionsgate                                      | Susanna White (đạo diễn); Hossein Amini (biên kịch); Ewan McGregor, Naomie Harris, Stellan Skarsgård, Damian Lewis, Alicia von Rittberg, Velibor Topic | Điệp viên, Rùng rợn                      | [ 130 ] |
| T H Á N G B Ả Y   | 1               | Carnage Park                                                  |                                                | Mickey Keating (đạo diễn); Ashley Bell, Darby Stanchfield, Pat Haley, Alan Ruck | Tội phạm, Kinh dị, Rùng rợn              | [ 131 ] |
| T H Á N G B Ả Y   | 8               | Đẳng cấp thú cưng                                             | Universal Studios / Illumination Entertainment | Chris Renaud, Yarrow Cheney (đạo diễn); Cinco Paul, Ken Daurio (biên kịch); Louis C.K., Eric Stonestreet, Kevin Hart, Albert Brooks, Hannibal Buress, Bobby Moynihan, Lake Bell, Ellie Kemper, Steve Coogan, Jenny Slate, Dana Carvey                                                                                             | Phiêu lưu, Hài                           | [ 132 ] |
| T H Á N G B Ả Y   | 8               | Mike and Dave Need Wedding Dates                              | 20th Century Fox                               | Jake Szymanski (đạo diễn); Andrew J. Cohen, Brendan O'Brien (biên kịch); Zac Efron, Adam DeVine, Anna Kendrick, Aubrey Plaza | Hài                                      | [ 133 ] |
| T H Á N G B Ả Y   | 8               | Captain Fantastic                                             | Bleecker Street                                | Matt Ross (đạo diễn); Viggo Mortensen, Frank Langella, Kathryn Hahn, Steve Zahn | Hài, Chính kịch                          | [ 134 ] |
| T H Á N G B Ả Y   | 8               | Zero Days                                                     |                                                | Alex Gibney (đạo diễn) | Tài liệu                                 | [ 135 ] |
| T H Á N G B Ả Y   | 8               | Our Little Sister                                             | Sony Pictures Classics                         | Hirokazu Koreeda (đạo diễn); Haruka Ayase, Masami Nagasawa, Kaho,Suzu Hirose | Chính kịch                               | [ 136 ] |
| T H Á N G B Ả Y   | 13              | The Infiltrator                                               | Broad Green Pictures                           | Brad Furman (đạo diễn); Ellen Brown Furman (biên kịch); Bryan Cranston, Diane Kruger, Benjamin Bratt, John Leguizamo, Amy Ryan, Said Taghmaoui | Chính kịch, Tiểu sử                      | [ 137 ] |
| T H Á N G B Ả Y   | 15              | Biệt đội săn ma                                               | Columbia Pictures / Village Roadshow Pictures  | Paul Feig (đạo diễn/biên kịch); Katie Dippold (biên kịch); Melissa McCarthy, Kristen Wiig, Leslie Jones, Kate McKinnon, Chris Hemsworth, Neil Casey, Andy García, Michael K. Williams, Charles Dance, Cecily Strong | Hài, Khoa học giả tưởng                  | [ 138 ] |
| T H Á N G B Ả Y   | 15              | Café Society                                                  | Amazon Studios/Lionsgate Films                 | Woody Allen (đạo diễn); Jeannie Berlin, Steve Carell, Jesse Eisenberg, Blake Lively, Parker Posey, Kristen Stewart, Corey Stoll, Ken Stott | Lãng mạn, Hài, Chính kịch                | [ 139 ] |
| T H Á N G B Ả Y   | 15              | Hillary's America: The Secret History of the Democratic Party | Quality Flix                                   | Dinesh D'Souza (đạo diễn); | Tài liệu                                 | [ 140 ] |
| T H Á N G B Ả Y   | 22              | Kỷ băng hà: Trời sập                                          | 20th Century Fox / Blue Sky Studios            | Mike Thurmeier, Galen T. Chu (đạo diễn); Ray Romano, John Leguizamo, Denis Leary, Queen Latifah, Jennifer Lopez, Neil deGrasse Tyson, Jesse Tyler Ferguson, Simon Pegg, Jessie J | Phiêu lưu                                | [ 141 ] |
| T H Á N G B Ả Y   | 22              | Star Trek: Không giới hạn                                     | Paramount Pictures / Bad Robot Productions     | Justin Lin (đạo diễn); Simon Pegg, Doug Jung (biên kịch); Chris Pine, Zachary Quinto, Zoe Saldana, Karl Urban, John Cho, Anton Yelchin, Simon Pegg, Idris Elba, Sofia Boutella | Hành động, Phiêu lưu, Khoa học giả tưởng | [ 142 ] |
| T H Á N G B Ả Y   | 22              | Ác mộng bóng đêm                                              | Warner Bros. / New Line Cinema                 | David F. Sandberg (đạo diễn); Eric Heisserer (biên kịch); Teresa Palmer, Gabriel Bateman, Alexander DiPersia | Kinh dị, Rùng rợn                        | [ 143 ] |
| T H Á N G B Ả Y   | 22              | Absolutely Fabulous: The Movie                                | Fox Searchlight Pictures                       | Mandie Fletcher (đạo diễn); Jennifer Saunders, Joanna Lumley, Julia Sawalha, Jane Horrocks, June Whitfield, Chris Colfer, Kate Moss, Lulu (singer)Lulu, Emma Bunton, Robert Webb, Barry Humphires | Hài                                      | [ 144 ] |
| T H Á N G B Ả Y   | 22              | Don't Think Twice                                             | The Film Arcade                                | Mike Birbiglia (đạo diễn); Keegan-Michael Key, Gillian Jacobs, Mike Birbiglia, Kate Micucci, Chris Gethhard, Tami Sagher | Hài, Chính kịch                          | [ 145 ] |
| T H Á N G B Ả Y   | 25              | Batman: The Killing Joke                                      | Warner Bros. / DC Entertainment                | Sam Liu, Bruce Timm (đạo diễn); Kevin Conroy, Mark Hamill, Tara Strong, Ray Wise | Hành động, Siêu anh hùng                 | [ 146 ] |
| T H Á N G B Ả Y   | 27              | Trò chơi liều mạng                                            | Lionsgate                                      | Henry Joost, Ariel Schulman (đạo diễn); Dave Franco, Emma Roberts, Emily Meade, Kimiko Glenn, Juliette Lewis, Marc John Jefferies | Rùng rợn                                 | [ 147 ] |
| T H Á N G B Ả Y   | 29              | Siêu điệp viên Jason Bourne                                   | Universal Studios                              | Paul Greengrass (đạo diễn/biên kịch); Christopher Rouse (biên kịch); Matt Damon, Julia Stiles, Alicia Vikander, Riz Ahmed, Vincent Cassel, Tommy Lee Jones | Hành động, Rùng rợn                      | [ 148 ] |
| T H Á N G B Ả Y   | 29              | Những bà mẹ "ngoan"                                           | STX Entertainment                              | Jon Lucas, Scott Moore (đạo diễn/biên kịch); Mila Kunis, Christina Applegate, Kristen Bell, Jada Pinkett Smith, Kathryn Hahn, Lilly Singh, Oona Laurence | Hài                                      | [ 149 ] |
| T H Á N G B Ả Y   | 29              | Into the Forest                                               | A24/Elevation Pictures                         | Patricia Rozema (đạo diễn); Ellen Page, Evan Rachel Wood, Max Minghella, Callum Keith Rennie, Michael Eklund, Wendy Crewson | Chính kịch                               | [ 150 ] |
| T H Á N G B Ả Y   | 29              | Equity                                                        | Sony Pictures Classics                         | Meera Menon (đạo diễn); Anna Gunn, James Purefoy, Sarah Megan Thomas, Alysia Reiner | Rùng rợn                                 | [ 151 ] |
| T H Á N G B Ả Y   | 29              | Indignation                                                   | Summit Entertainment/Roadside Attractions      | James Schamus (đạo diễn); Logan Lerman, Sarah Gadon, Tracy Letts, Linda Emond, Danny Burstein, Ben Rosenfield, Pico Alexander, Phillip Ettineger, Noah Ribbons | Chính kịch                               | [ 152 ] |
| T H Á N G B Ả Y   | 29              | Gleason                                                       | Amazon Studios/Open Road Films                 | Clay Tweel (đạo diễn); Steve Gleason | Tài liệu                                 | [ 153 ] |
| T H Á N G T Á M   | 5               | Biệt đội cảm tử                                               | Warner Bros. / DC Entertainment                | David Ayer (đạo diễn/biên kịch); Will Smith, Jared Leto, Margot Robbie, Joel Kinnaman, Viola Davis, Jai Courtney, Common, Jay Hernandez, Adewale Akinnuoye-Agbaje, Ike Barinholtz, Scott Eastwood, Cara Delevingne, Adam Beach, Jim Parrack, Alex Meraz, David Harbour, Corina Calderon, Karen Fukuhara, Ben Affleck, Ezra Miller | Siêu anh hùng, Hành động, Hài, Phiêu lưu | [ 154 ] |
| T H Á N G T Á M   | 5               | Bố tôi là mèo                                                 | EuropaCorp                                     | Barry Sonnenfeld (đạo diễn); Matt Allen, Dan Antoniazzi, Gwyn Lurie, Ben Shiffrin, Caleb Wilson (biên kịch); Kevin Spacey, Robbie Amell, Jennifer Garner, Christopher Walken, Malina Weissman, Mark Consuelos, Teddy Sears, Talitha Bateman                                                                                       | Hài                                      | [ 155 ] |
| T H Á N G T Á M   | 5               | Bobby Sands: 66 Days                                          | Cyprus Avenue Films / Fine Point Films         | Brendan J. Byrne (đạo diễn); Martin McCann, Fintan O'Toole, Charles Moore, Richard English, Norman Tebbit, Tim Pat Coogan, Gerry Adams | Tài liệu                                 | [ 156 ] |
| T H Á N G T Á M   | 12              | Pete và người bạn rồng                                        | Walt Disney Pictures                           | David Lowery (đạo diễn/biên kịch); Toby Halbrooks (biên kịch); Oakes Fegley, Bryce Dallas Howard, Robert Redford, Karl Urban, Wes Bentley, Oona Laurence | Kỳ ảo, Phiêu lưu                         | [ 157 ] |
| T H Á N G T Á M   | 12              | Sausage Party                                                 | Columbia Pictures                              | Greg Tiernan, Conrad Vernon (đạo diễn); Evan Goldberg, Kyle Hunter, Seth Rogen, Ariel Shaffir (biên kịch); Seth Rogen, Jonah Hill, James Franco, Edward Norton, Kristen Wiig, Michael Cera, Salma Hayek, David Krumholtz, Bill Hader, Craig Robinson, Paul Rudd, Danny McBride                                                    | Hài, Phiêu lưu                           | [ 158 ] |
| T H Á N G T Á M   | 12              | Không lùi bước                                                | CBS Films, Lionsgate                           | David Mackenzie (director); Taylor Sheridan (biên kịch); Jeff Bridges, Chris Pine, Ben Foster, Gil Birmingham | Tội phạm, Chính kịch                     | [ 159 ] |
| T H Á N G T Á M   | 12              | When Elephants Were Young                                     | Emerging Pictures                              | Patricia Sims (đạo diễn); William Shatner | Tài liệu                                 | [ 160 ] |
| T H Á N G T Á M   | 12              | Disorder                                                      | Mars Distribution                              | Alice Winocour (đạo diễn); Matthias Schoenaerts, Diane Kruger, Paul Hamy | Chính kịch, Rùng rợn                     | [ 161 ] |
| T H Á N G T Á M   | 12              | Anthropoid                                                    | Bleecker Street                                | Sean Ellis (đạo diễn); Cillian Murphy, Jamie Dornan, Anna Geislerová, Toby Jones | Rùng rợn                                 | [ 162 ] |
| T H Á N G T Á M   | 12              | Little Men                                                    | Magnolia Pictures                              | Ira Sachs (đạo diễn); Greg Kinnear, Paulina Garcia, Jennifer Ehle, Theo Taplitz, Michael Barieri, Talia Balsam, Alfred Molina | Chính kịch                               | [ 163 ] |
| T H Á N G T Á M   | 19              | Kubo và sứ mệnh samurai                                       | Focus Features / Laika                         | Travis Knight (đạo diễn); Marc Haimes, Chris Butler (biên kịch); Art Parkinson, Matthew McConaughey, Rooney Mara, Charlize Theron, Ralph Fiennes, Brenda Vaccaro | Kỳ ảo                                    | [ 164 ] |
| T H Á N G T Á M   | 19              | Cộng sự hổ báo                                                | Warner Bros.                                   | Todd Phillips (đạo diễn); Jason Smilovic, Todd Phillips, Stephen Chin (biên kịch); Jonah Hill, Miles Teller, Ana de Armas, J. B. Blanc | Tội phạm, Hài                            | [ 165 ] |
| T H Á N G T Á M   | 19              | Ben-Hur                                                       | Paramount Pictures / Metro-Goldwyn-Mayer       | Timur Bekmambetov (đạo diễn); John Ridley, Keith R. Clarke (biên kịch); Jack Huston, Morgan Freeman, Toby Kebbell, Rodrigo Santoro, Nazanin Boniadi, Sofia Black D'Elia | Hành động, Phiêu lưu, Chính kịch         | [ 166 ] |
| T H Á N G T Á M   | 26              | Sát nhân trong bóng tối                                       | Screen Gems                                    | Fede Alvarez (đạo diễn/biên kịch); Rodo Sayagues (biên kịch); Jane Levy, Dylan Minnette, Stephen Lang, Daniel Zovatto | Rùng rợn                                 | [ 167 ] |
| T H Á N G T Á M   | 26              | Sát thủ "thợ máy": Sự tái xuất                                | Summit Entertainment                           | Dennis Gansel (đạo diễn); Jason Statham, Jessica Alba, Tommy Lee Jones, Michelle Yeoh | Hành động                                | [ 168 ] |
| T H Á N G T Á M   | 26              | Your Name – Tên cậu là gì?                                    | CoMix Wave Films                               | Makoto Shinkai (đạo diễn/biên kịch);Noritaka Kawaguchi, Genki Kawamura, Ryunosuke Kamiki,Mone Kamishiraishi | Siêu nhiên, Lãng mạn                     | [ 169 ] |
| T H Á N G T Á M   | 26              | Hands of Stone                                                | The Weinstein Company                          | Jonathan Jakubowicz (đạo diễn); Édgar Ramírez, Robert De Niro, Usher, Ellen Barkin, Ana de Armas | Tiểu sử, Chính kịch                      | [ 170 ] |
| T H Á N G C H Í N | 2               | Ánh đèn giữa hai đại dương                                    | Touchstone Pictures / DreamWorks               | Derek Cianfrance (đạo diễn/biên kịch); Michael Fassbender, Alicia Vikander, Rachel Weisz, Bryan Brown, Jack Thompson | Chính kịch                               | [ 171 ] |
| T H Á N G C H Í N | 2               | Morgan                                                        | 20th Century Fox                               | Luke Scott (đạo diễn); Seth Owen (biên kịch); Kate Mara, Anya Taylor-Joy, Toby Jones, Rose Leslie, Boyd Holbrook, Michelle Yeoh, Jennifer Jason Leigh, Paul Giamatti | Rùng rợn                                 | [ 172 ] |
| T H Á N G C H Í N | 2               | Nữ sinh bắt ma                                                | Invincible Pictures / SModcast Pictures        | Kevin Smith (đạo diễn/biên kịch); Harley Quinn Smith, Lily-Rose Depp, Johnny Depp, Justin Long, Ralph Garman, Haley Joel Osment, Tony Hale, Kevin Smith, Stan Lee | Hài, Kinh dị                             | [ 173 ] |
| T H Á N G C H Í N | 2               | The 9th Life of Louis Drax                                    | Summit Entertainment / Miramax / Soda Pictures | Alexandre Aja (đạo diễn); Max Minghella (biên kịch); Jamie Dornan, Sarah Gadon, Aiden Longworth, Oliver Platt, Molly Parker, Julian Wadham, Jane McGregor, Barbara Hershey, Aaron Paul | Siêu nhiên, Rùng rợn, Chính kịch         | [ 174 ] |
| T H Á N G C H Í N | 9               | Cơ trưởng Sully                                               | Warner Bros. / Village Roadshow Pictures       | Clint Eastwood (đạo diễn); Todd Komarnicki (biên kịch); Tom Hanks, Aaron Eckhart, Laura Linney, Holt McCallany, Jamey Sheridan, Jerry Ferrara | Tiểu sử, Chính kịch                      | [ 175 ] |
| T H Á N G C H Í N | 9               | When the Bough Breaks                                         | Screen Gems                                    | Jon Cassar (đạo diễn); Jack Olsen, Karl Gajdusek (biên kịch); Morris Chestnut, Regina Hall, Theo Rossi | Rùng rợn                                 | [ 176 ] |
| T H Á N G C H Í N | 9               | Căn phòng ám ảnh                                              | Rogue / Relativity Media                       | D. J. Caruso (đạo diễn/biên kịch); Wentworth Miller (biên kịch); Kate Beckinsale, Lucas Till, Gerald McRaney, Michael Landes | Kinh dị                                  | [ 177 ] |
| T H Á N G C H Í N | 16              | Nhóc tì của tiểu thư Jones                                    | Universal Studios / Miramax                    | Sharon Maguire (đạo diễn); David Nicholls, Helen Fielding (biên kịch); Renée Zellweger, Colin Firth, Patrick Dempsey | Lãng mạn, comedy                         | [ 178 ] |
| T H Á N G C H Í N | 16              | Phù thủy Blair                                                | Lionsgate                                      | Adam Wingard (đạo diễn); Simon Barrett (biên kịch); Callie Hernandez, James Allen McCune, Brandon Scott, Wes Robinson, Corbin Reed | Kinh dị, Rùng rợn                        | [ 179 ] |
| T H Á N G C H Í N | 16              | Mật vụ Snowden                                                | Open Road Films                                | Oliver Stone (đạo diễn); Kieran Fitzgerald, Oliver Stone (biên kịch); Joseph Gordon-Levitt, Shailene Woodley, Scott Eastwood, Melissa Leo, Timothy Olyphant, Zachary Quinto, Nicolas Cage, Tom Wilkinson | Tiểu sử, Rùng rợn                        | [ 180 ] |
| T H Á N G C H Í N | 16              | Hillsong: Let Hope Rise                                       | Pure Flix Entertainment                        | Michael John Warren (đạo diễn) | Tài liệu                                 | [ 181 ] |
| T H Á N G C H Í N | 23              | Bảy tay súng huyền thoại                                      | Metro-Goldwyn-Mayer / Columbia Pictures        | Antoine Fuqua (đạo diễn); Nic Pizzolatto, John Lee Hancock (biên kịch); Denzel Washington, Chris Pratt, Ethan Hawke, Vincent D'Onofrio, Lee Byung-hun, Luke Grimes, Wagner Moura, Haley Bennett, Matt Bomer, Peter Sarsgaard | Hành động, Phiêu lưu, Phương Tây         | [ 182 ] |
| T H Á N G C H Í N | 23              | Tiểu đội cò bay                                               | Warner Bros.                                   | Doug Sweetland (đạo diễn); Nicholas Stoller (đạo diễn/biên kịch); Andy Samberg, Kelsey Grammer, Katie Crown, Jennifer Aniston, Ty Burrell, Keegan-Michael Key, Jordan Peele, Danny Trejo | Hài                                      | [ 183 ] |
| T H Á N G C H Í N | 23              | Queen of Katwe                                                | Walt Disney Pictures                           | Mira Nair (đạo diễn); William Wheeler (biên kịch); David Oyelowo, Lupita Nyong'o | Chính kịch                               | [ 184 ] |
| T H Á N G C H Í N | 30              | Deepwater Horizon: Thảm họa giàn khoan                        | Summit Entertainment                           | Peter Berg (đạo diễn); Matthew Sand, Matthew Michael Carnahan (biên kịch); Mark Wahlberg, Kurt Russell, Kate Hudson, John Malkovich, Dylan O'Brien, Gina Rodriguez | Chính kịch, Thảm họa                     | [ 185 ] |
| T H Á N G C H Í N | 30              | Mái ấm lạ kỳ của cô Peregrine                                 | 20th Century Fox                               | Tim Burton (đạo diễn); Jane Goldman (screenwriter); Asa Butterfield, Eva Green, Samuel L. Jackson, Chris O'Dowd, Allison Janney, Terence Stamp, Judi Dench | Kỳ ảo, Phiêu lưu                         | [ 186 ] |
| T H Á N G C H Í N | 30              | Kẻ chủ mưu                                                    | Relativity Media                               | Jared Hess (đạo diễn); Chris Bowman, Hubbel Palmer, Emily Spivey (biên kịch); Zach Galifianakis, Owen Wilson, Kristen Wiig, Jason Sudeikis | Hành động, Hài                           | [ 187 ] |

### Tháng mười–Tháng mười hai
| Ngày công chiếu         | Ngày công chiếu | Tựa đề                                  | Hãng phát hành                                       | Diễn viên và người thực hiện | Thể loại                                  | Nguồn           |
| ----------------------- | --------------- | --------------------------------------- | ---------------------------------------------------- | --- | ----------------------------------------- | --------------- |
| T H Á N G M Ư Ờ I       | 7               | Cô gái trên tàu                         | Universal Studios / DreamWorks                       | Tate Taylor (đạo diễn); Erin Cressida Wilson (biên kịch); Emily Blunt, Justin Theroux, Rebecca Ferguson, Haley Bennett, Edgar Ramirez, Allison Janney, Luke Evans, Lisa Kudrow | Rùng rợn                                  | [ 188 ]         |
| T H Á N G M Ư Ờ I       | 7               | The Birth of a Nation                   | Fox Searchlight Pictures                             | Nate Parker (đạo diễn/biên kịch); Nate Parker, Armie Hammer, Aja Naomi King, Jackie Earle Haley, Penelope Ann Miller, Gabrielle Union, Mark Boone Junior, Colman Domingo | Tiểu sử, Chính kịch                       | [ 189 ]         |
| T H Á N G M Ư Ờ I       | 7               | Đại ca học đường: Thời trung học dữ dội | CBS Films / Lionsgate                                | Steve Carr (đạo diễn); Chris Bowman, Hubbel Palmer, Kara Holden (biên kịch); Griffin Gluck, Jacob Hopkins, Thomas Barbusca, Alexa Nisenson, Lauren Graham, Rob Riggle, Andy Daly                                                                                                  | Hài                                       | [ 190 ]         |
| T H Á N G M Ư Ờ I       | 7               | Voyage of Time                          | Broad Green Pictures / IMAX Corporation              | Terrence Malick (đạo diễn/biên kịch); Brad Pitt, Cate Blanchett | Tài liệu                                  | [ 191 ] [ 192 ] |
| T H Á N G M Ư Ờ I       | 14              | Mật danh: Kế toán                       | Warner Bros.                                         | Gavin O'Connor (đạo diễn); Bill Dubuque (biên kịch); Ben Affleck, Anna Kendrick, J. K. Simmons, John Lithgow, Jeffrey Tambor, Cynthia Addai-Robinson, Jon Bernthal | Hành động, Rùng rợn                       | [ 193 ]         |
| T H Á N G M Ư Ờ I       | 14              | Kevin Hart: What Now?                   | Universal Studios                                    | Kevin Hart (biên kịch); Kevin Hart | Hòa nhạc, Hài                             | [ 194 ]         |
| T H Á N G M Ư Ờ I       | 14              | Max Steel                               | Open Road Films                                      | Stewart Hendler (đạo diễn); Ben Winchell, Ana Villafañe, Andy García, Maria Bello | Khoa học viễn tưởng, Hành động, Phiêu lưu | [ 195 ]         |
| T H Á N G M Ư Ờ I       | 21              | Jack Reacher: Không quay đầu            | Paramount Pictures                                   | Edward Zwick (đạo diễn/biên kịch); Marshall Herskovitz (biên kịch); Tom Cruise, Cobie Smulders, Danika Yarosh, Aldis Hodge, Patrick Heusinger, Holt McCallany, Robert Knepper | Hành động, Rùng rợn                       | [ 196 ]         |
| T H Á N G M Ư Ờ I       | 21              | Boo! A Madea Halloween                  | Lionsgate                                            | Tyler Perry (đạo diễn/biên kịch); Tyler Perry, Bella Thorne, Cassi Davis, Andre Hall, Yousef Erakat, Diamond White, Brock O'Hurn, Jimmy Tatro, JC Caylen, Kian Lawley, Mike Tornabene                                                                                             | Hài                                       | [ 197 ]         |
| T H Á N G M Ư Ờ I       | 21              | Keeping Up with the Joneses             | 20th Century Fox                                     | Greg Mottola (đạo diễn); Jon Hamm, Zach Galifianakis, Gal Gadot, Isla Fisher, Maribeth Monroe | Hài                                       | [ 198 ]         |
| T H Á N G M Ư Ờ I       | 21              | Trò chơi gọi hồn 2                      | Universal Studios                                    | Mike Flanagan (đạo diễn/biên kịch); Jeff Howard (biên kịch); Henry Thomas, Annalise Basso, Elizabeth Reaser, Lulu Wilson, Parker Mack | Kinh dị                                   | [ 199 ]         |
| T H Á N G M Ư Ờ I       | 21              | I'm Not Ashamed                         | Pure Flix Entertainment                              | Brian Baugh (đạo diễn); Philipa Booyens, Robin Hanley, Kari Redmond, Bodie Thoene (biên kịch); Masey McLain, David Errigo Jr., Cory Chapman, Ben Davies | Chính kịch                                | [ 200 ]         |
| T H Á N G M Ư Ờ I       | 21              | Moonlight                               | A24 / Plan B Entertainment                           | Barry Jenkins (đạo diễn/biên kịch); Trevante Rhodes, André Holland, Janelle Monáe, Naomi Harris, Mahershala Ali | Chính kịch                                | [ 201 ]         |
| T H Á N G M Ư Ờ I       | 21              | American Pastoral                       | Lionsgate                                            | Ewan McGregor (đạo diễn); John Romano (biên kịch); Ewan McGregor, Jennifer Connelly, Dakota Fanning, David Strathairn, Peter Riegert, Uzo Aduba, Valorie Curry | Chính kịch                                | [ 202 ]         |
| T H Á N G M Ư Ờ I       | 28              | Hỏa ngục                                | Columbia Pictures                                    | Ron Howard (đạo diễn); David Koepp (biên kịch); Tom Hanks, Felicity Jones, Irrfan Khan, Omar Sy, Ben Foster, Sidse Babett Knudsen | Chính kịch, Rùng rợn                      | [ 203 ]         |
| T H Á N G M Ư Ờ I M Ộ T | 4               | Doctor Strange: Phù thủy tối thượng     | Marvel Studios                                       | Scott Derrickson (đạo diễn); Jon Spaihts, C. Robert Cargill (biên kịch); Benedict Cumberbatch, Chiwetel Ejiofor, Tilda Swinton, Rachel McAdams, Mads Mikkelsen, Michael Stuhlbarg                                                                                                 | Siêu anh hùng, Phiêu lưu, Kỳ ảo           | [ 204 ]         |
| T H Á N G M Ư Ờ I M Ộ T | 4               | Quỷ lùn tinh nghịch                     | 20th Century Fox / DreamWorks Animation              | Mike Mitchell (đạo diễn); Erica Rivinoja (biên kịch); Anna Kendrick, Justin Timberlake, Gwen Stefani, James Corden, Russell Brand, Icona Pop, Ron Funches, Kunal Nayyar, Christine Baranski                                                                                       | Hài, Âm nhạc                              | [ 205 ]         |
| T H Á N G M Ư Ờ I M Ộ T | 4               | Hacksaw Ridge                           | Summit Entertainment                                 | Mel Gibson (đạo diễn); Andrew Knight, Robert Schenkkan, Randall Wallace (biên kịch); Andrew Garfield, Vince Vaughn, Sam Worthington, Luke Bracey, Hugo Weaving, Ryan Corr, Teresa Palmer, Richard Pyros, Rachel Griffiths                                                         | Chiến tranh, Chính kịch                   | [ 206 ]         |
| T H Á N G M Ư Ờ I M Ộ T | 4               | Loving                                  | Focus Features                                       | Jeff Nichols (đạo diễn/biên kịch); Joel Edgerton, Ruth Negga, Nick Kroll, Marton Csokas, Michael Shannon | Chính kịch lịch sử                        |                 |
| T H Á N G M Ư Ờ I M Ộ T | 11              | Cuộc đổ bộ bí ẩn                        | Paramount Pictures                                   | Denis Villeneuve (đạo diễn); Eric Heisserer (biên kịch); Amy Adams, Jeremy Renner, Forest Whitaker, Michael Stuhlbarg, Tzi Ma | Khoa học viễn tưởng, Chính kịch           | [ 207 ]         |
| T H Á N G M Ư Ờ I M Ộ T | 11              | Billy Lynn's Long Halftime Walk         | TriStar Pictures                                     | Ang Lee (đạo diễn); Jean-Christophe Castelli (biên kịch); Joe Alwyn, Garrett Hedlund, Kristen Stewart, Vin Diesel, Steve Martin, Chris Tucker | Chiến tranh, Chính kịch                   | [ 208 ]         |
| T H Á N G M Ư Ờ I M Ộ T | 11              | Almost Christmas                        | Universal Studios                                    | David E. Talbert (đạo diễn/biên kịch); Gabrielle Union, Danny Glover, Omar Epps, Jessie Usher, Kimberly Elise, Mo'Nique, Nicole Ari Parker | Hài                                       | [ 209 ]         |
| T H Á N G M Ư Ờ I M Ộ T | 11              | Giam cầm quỷ dữ                         | EuropaCorp                                           | Farren Blackburn (đạo diễn); Christina Hodson (biên kịch); Naomi Watts, Oliver Platt, Jacob Tremblay, David Cubitt | Rùng rợn                                  | [ 210 ]         |
| T H Á N G M Ư Ờ I M Ộ T | 18              | Sinh vật huyền bí và nơi tìm ra chúng   | Warner Bros.                                         | David Yates (đạo diễn); J. K. Rowling (biên kịch); Eddie Redmayne, Katherine Waterston, Jon Voight, Zoe Kravitz, Samantha Morton, Colin Farrell, Ron Perlman, Ezra Miller, Jenn Murray, Dan Fogler, Alison Sudol, Gemma Chan, Carmen Ejogo, Josh Cowdery, Faith Wood-Blagrove     | Kỳ ảo, Chính kịch                         | [ 211 ]         |
| T H Á N G M Ư Ờ I M Ộ T | 18              | The Edge of Seventeen                   | STX Entertainment                                    | Kelly Fremon (đạo diễn); Hailee Steinfeld, Haley Lu Richardson, Blake Jenner, Woody Harrelson, Kyra Sedgwick | Hài, Chính kịch                           | [ 212 ]         |
| T H Á N G M Ư Ờ I M Ộ T | 18              | Bleed for This                          | Open Road Films                                      | Ben Younger (đạo diễn/biên kịch); Miles Teller, Katey Sagal, Amanda Clayton, Aaron Eckhart, Ciarán Hinds | Tiểu sử, Thể thao                         |                 |
| T H Á N G M Ư Ờ I M Ộ T | 18              | Manchester by the Sea                   | Roadside Attractions                                 | Kenneth Lonergan (đạo diễn/biên kịch); Casey Affleck, Michelle Williams, Kyle Chandler, Lucas Hedges, Tate Donovan | Chính kịch                                | [ 213 ]         |
| T H Á N G M Ư Ờ I M Ộ T | 18              | Nocturnal Animals                       | Focus Features                                       | Tom Ford (đạo diễn/biên kịch); Amy Adams, Jake Gyllenhaal, Michael Shannon, Aaron Taylor-Johnson, Isla Fisher, Armie Hammer, Laura Linney | Tội phạm, Chính kịch                      | [ 214 ]         |
| T H Á N G M Ư Ờ I M Ộ T | 18              | A Street Cat Named Bob                  | Sony Pictures Releasing                              | Roger Spottiswoode (đạo diễn); Tim John, Maria Nation (biên kịch); Luke Treadaway, Joanne Froggatt, Anthony Head, Bob the Cat | Gia đình, Hài, Chính kịch                 |                 |
| T H Á N G M Ư Ờ I M Ộ T | 23              | Hành trình của Moana                    | Walt Disney Pictures / Walt Disney Animation Studios | Ron Clements, John Musker (đạo diễn/biên kịch); Dwayne Johnson, Auli'i Cravalho, Temuera Morrison, Nicole Scherzinger, Rachel House, Jemaine Clement | Hài, Phiêu lưu                            | [ 215 ]         |
| T H Á N G M Ư Ờ I M Ộ T | 23              | Liên minh sát thủ                       | Paramount Pictures                                   | Robert Zemeckis (đạo diễn); Steven Knight (biên kịch); Brad Pitt, Marion Cotillard, Lizzy Caplan, Jared Harris, Simon McBurney, Matthew Goode | Lãng mạn, Rùng rợn                        | [ 216 ]         |
| T H Á N G M Ư Ờ I M Ộ T | 23              | Bad Santa 2                             | Broad Green Pictures                                 | Mark Waters (đạo diễn); Doug Ellin (biên kịch); Billy Bob Thornton, Tony Cox, Brett Kelly, Kathy Bates, Christina Hendricks | Hài                                       | [ 217 ]         |
| T H Á N G M Ư Ờ I M Ộ T | 23              | Rules Don't Apply                       | 20th Century Fox                                     | Warren Beatty (đạo diễn/biên kịch); Warren Beatty, Lily Collins, Alden Ehrenreich, Candice Bergen, Alec Baldwin, Annette Bening, Ed Harris, Martin Sheen, Oliver Platt, Steve Coogan, Matthew Broderick                                                                           | Lãng mạn, Hài, Chính kịch                 | [ 218 ]         |
| T H Á N G M Ư Ờ I M Ộ T | 25              | Miss Sloane                             | EuropaCorp                                           | John Madden (đạo diễn); Jonathan Perera (biên kịch); Jessica Chastain, Gugu Mbatha-Raw, Mark Strong, Michael Stuhlbarg, Alison Pill, Jake Lacy, John Lithgow, Sam Waterston | Chính kịch                                | [ 219 ]         |
| T H Á N G M Ư Ờ I M Ộ T | 25              | Lion                                    | The Weinstein Company                                | Garth Davis (đạo diễn); Luke Davies (biên kịch); Dev Patel, Nicole Kidman, Rooney Mara, David Wenham | Chính kịch                                | [ 220 ]         |
| T H Á N G M Ư Ờ I H A I | 2               | Quỷ ám                                  | Universal Pictures / High Top Releasing              | Brad Peyton (đạo diễn); Aaron Eckhart, Carice van Houten, Catalina Sandino Moreno, David Mazouz, Keir O'Donnell, Matt Nable, Mark Henry | Kinh dị                                   | [ 221 ]         |
| T H Á N G M Ư Ờ I H A I | 2               | Đấu trường âm nhạc                      | Universal Studios / Illumination Entertainment       | Garth Jennings (đạo diễn/biên kịch); Matthew McConaughey, Reese Witherspoon, Seth MacFarlane, Tori Kelly, John C. Reilly, Taron Egerton, Scarlett Johansson | Hài, Âm nhạc                              | [ 222 ]         |
| T H Á N G M Ư Ờ I H A I | 2               | The Comedian                            | Sony Pictures Classics                               | Taylor Hackford (đạo diễn); Richard LaGravenese (biên kịch); Robert De Niro, Leslie Mann, Edie Falco, Harvey Keitel, Danny DeVito, Hannibal Buress | Hài, Chính kịch                           | [ 223 ]         |
| T H Á N G M Ư Ờ I H A I | 2               | Jackie                                  | Fox Searchlight Pictures                             | Pablo Larraín (đạo diễn); Noah Oppenheim (biên kịch); Natalie Portman, Greta Gerwig, Peter Sarsgaard, Max Casella, Billy Crudup, Richard E. Grant, John Hurt | Chính kịch                                | [ 224 ]         |
| T H Á N G M Ư Ờ I H A I | 2               | Man Down                                | Lionsgate Premiere                                   | Dito Montiel (đạo diễn); Adam G. Simon (biên kịch); Shia LaBeouf, Kate Mara, Jai Courtney, Gary Oldman | Chính kịch, Chiến tranh                   | [ 225 ]         |
| T H Á N G M Ư Ờ I H A I | 6               | Nerdland                                | Samuel Goldwyn Films                                 | Chris Prynoski (đạo diễn); Andrew Kevin Walker (biên kịch); Paul Rudd, Patton Oswalt, Hannibal Buress, Kate Micucci, Riki Lindhome, John Ennis, Mike Judge | Hài                                       | [ 226 ] [ 227 ] |
| T H Á N G M Ư Ờ I H A I | 9               | The Bounce Back                         | Viva Pictures Distribution                           | Youssef Delara (đạo diễn/biên kịch); Staci Robinson, Victor Teran (biên kịch); Shemar Moore, Nadine Velazquez, Bill Bellamy, Sheryl Underwood, Kali Hawk | Lãng mạn, Hài                             | [ 228 ]         |
| T H Á N G M Ư Ờ I H A I | 9               | Những kẻ khờ mộng mơ                    | Summit Entertainment                                 | Damien Chazelle (đạo diễn/biên kịch); Ryan Gosling, Emma Stone, J. K. Simmons, John Legend, Rosemarie DeWitt, Finn Wittrock, Tom Everett Scott | Âm nhạc                                   | [ 229 ]         |
| T H Á N G M Ư Ờ I H A I | 9               | Office Christmas Party                  | Paramount Pictures / DreamWorks                      | Josh Gordon, Will Speck (đạo diễn); Timothy Dowling (biên kịch); Jason Bateman, Jennifer Aniston, T. J. Miller, Kate McKinnon, Olivia Munn, Jamie Chung, Abbey Lee Kershaw, Courtney B. Vance, Randall Park, Matt Walsh, Rob Corddry, Jillian Bell, Sam Richardson, Vanessa Bayer | Hài                                       | [ 230 ]         |
| T H Á N G M Ư Ờ I H A I | 9               | Frank & Lola                            | Universal Pictures                                   | Matthew Ross (đạo diễn/biên kịch); Michael Shannon, Imogen Poots, Michael Nyqvist, Justin Long, Stella Schnabel, Rosanna Arquette, Emmanuelle Devos | Lãng mạn                                  | [ 231 ]         |
| T H Á N G M Ư Ờ I H A I | 16              | Rogue One: Star Wars ngoại truyện       | Lucasfilm Ltd.                                       | Gareth Edwards (đạo diễn); Gary Whitta, Chris Weitz (biên kịch); Felicity Jones, Diego Luna, Ben Mendelsohn, Donnie Yen, Mads Mikkelsen, Alan Tudyk, Jiang Wen, Forest Whitaker                                                                                                   | Hành động, Phiêu lưu, Khoa học giả tưởng  | [ 232 ]         |
| T H Á N G M Ư Ờ I H A I | 16              | Vẻ đẹp cuộc sống                        | Warner Bros. / New Line Cinema                       | David Frankel (đạo diễn); Allan Loeb (biên kịch); Will Smith, Helen Mirren, Kate Winslet, Michael Peña, Keira Knightley, Edward Norton, Naomie Harris, Jacob Latimore, Enrique Murciano                                                                                           | Chính kịch                                | [ 233 ]         |
| T H Á N G M Ư Ờ I H A I | 16              | Fences                                  | Paramount Pictures                                   | Denzel Washington (đạo diễn); August Wilson (biên kịch); Denzel Washington, Viola Davis, Mykelti Williamson | Chính kịch                                | [ 234 ]         |
| T H Á N G M Ư Ờ I H A I | 16              | The Founder                             | The Weinstein Company                                | John Lee Hancock (đạo diễn); Robert D. Siegel (biên kịch); Michael Keaton, Laura Dern, Nick Offerman, John Carroll Lynch, Patrick Wilson | Tiểu sử, Chính kịch                       | [ 235 ]         |
| T H Á N G M Ư Ờ I H A I | 16              | Solace                                  | Lionsgate                                            | Afonso Poyart (đạo diễn); Ted Griffin, Sean Bailey (biên kịch); Colin Farrell, Anthony Hopkins, Jeffrey Dean Morgan, Abbie Cornish | Tội phạm, Chính kịch, Bí ẩn               |                 |
| T H Á N G M Ư Ờ I H A I | 16              | Sát thủ bóng đêm                        | 20th Century Fox                                     | Justin Kurzel (đạo diễn); Michael Fassbender, Marion Cotillard, Ariane Labed, Michael K. Williams, Jeremy Irons, Brendan Gleeson | Hành động, Phiêu lưu                      | [ 236 ]         |
| T H Á N G M Ư Ờ I H A I | 21              | Người du hành                           | Columbia Pictures                                    | Morten Tyldum (đạo diễn); Jon Spaihts (biên kịch); Jennifer Lawrence, Chris Pratt, Michael Sheen, Laurence Fishburne, Andy García | Khoa học giả tưởng, Lãng mạn              | [ 237 ]         |
| T H Á N G M Ư Ờ I H A I | 21              | Ngày định mệnh                          | CBS Films / Lionsgate                                | Peter Berg (đạo diễn); Matt Charman, Eric Johnson, Paul Tamasy (biên kịch); Mark Wahlberg, J. K. Simmons, John Goodman, Michelle Monaghan, Kevin Bacon | Chính kịch, Rùng rợn                      | [ 238 ]         |
| T H Á N G M Ư Ờ I H A I | 23              | Bố vợ đối đầu chàng rể                  | 20th Century Fox                                     | John Hamburg (đạo diễn/biên kịch); Ian Helfer (biên kịch); James Franco, Bryan Cranston, Zoey Deutch, Megan Mullally, Griffin Gluck, Keegan-Michael Key | Lãng mạn, Hài                             | [ 239 ]         |
| T H Á N G M Ư Ờ I H A I | 23              | Lời thỉnh cầu Quái vật                  | Focus Features                                       | J. A. Bayona (đạo diễn); Patrick Ness (biên kịch); Lewis MacDougall, Felicity Jones, Liam Neeson, Sigourney Weaver, Toby Kebbell | Kỳ ảo, Chính kịch                         | [ 240 ]         |
| T H Á N G M Ư Ờ I H A I | 23              | Silence                                 | Paramount Pictures                                   | Martin Scorsese (đạo diễn); Jay Cocks (biên kịch); Liam Neeson, Andrew Garfield, Adam Driver, Tadanobu Asano, Ciarán Hinds | Chính kịch                                | [ 241 ]         |
| T H Á N G M Ư Ờ I H A I | 25              | Gold                                    | The Weinstein Company                                | Stephen Gaghan (đạo diễn); Stephen Gaghan, Patrick Massett, John Zinman (biên kịch); Matthew McConaughey, Bryce Dallas Howard, Édgar Ramírez, Joshua Harto, Timothy Simons, Corey Stoll, Toby Kebbell, Bruce Greenwood, Stacy Keach                                               | Chính kịch, Rùng rợn                      | [ 242 ]         |
| T H Á N G M Ư Ờ I H A I | 25              | Hidden Figures                          | 20th Century Fox                                     | Theodore Melfi (đạo diễn); Allison Schroeder (biên kịch); Taraji P. Henson, Octavia Spencer, Kevin Costner, Jim Parsons, Janelle Monáe, Kirsten Dunst, Glen Powell, Mahershala Ali, Jim Parsons                                                                                   | Chính kịch                                | [ 243 ]         |
| T H Á N G M Ư Ờ I H A I | 25              | Luật ngầm                               | Warner Bros.                                         | Ben Affleck (đạo diễn/biên kịch); Ben Affleck, Sienna Miller, Chris Messina, Zoe Saldana, Elle Fanning, Scott Eastwood, Brendan Gleeson, Anthony Michael Hall, Chris Cooper, Max Martini                                                                                          | Tội phạm, Chính kịch                      | [ 244 ]         |
| T H Á N G M Ư Ờ I H A I | 28              | Paterson                                | Amazon Studios / Bleecker Street                     | Jim Jarmusch (đạo diễn/biên kịch); Adam Driver, Golshifteh Farahani | Chính kịch, Hài                           | [ 245 ]         |
| T H Á N G M Ư Ờ I H A I | 28              | 20th Century Women                      | A24 / Annapurna Pictures                             | Mike Mills (đạo diễn/biên kịch); Annette Bening, Greta Gerwig, Elle Fanning, Billy Crudup, Lucas Jade Zumann | Hài, Chính kịch                           |                 |